# 三嶋大社

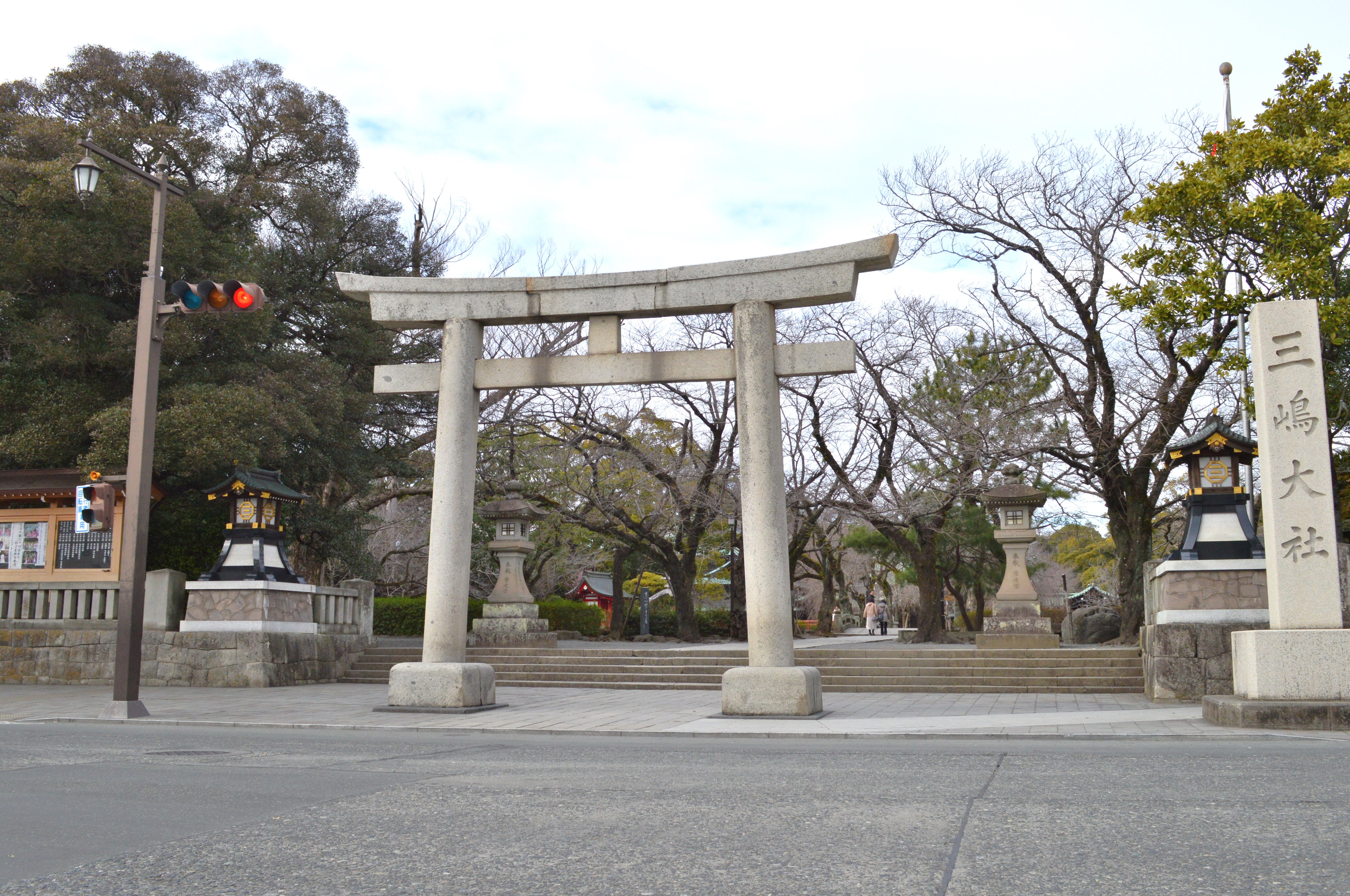
大鳥居

三嶋大社（みしまたいしゃ、三島大社）は、静岡県三島市大宮町にある神社。式内社（名神大社）、伊豆国一宮、伊豆国総社。旧社格は官幣大社で、現在は神社本庁の別表神社。

## 概要
静岡県東部の伊豆半島基部、三島市の中心部に鎮座する。境内入り口の大鳥居前を東西に旧東海道、南に旧下田街道が走る。周辺は伊豆国の中心部として国府のあった地で、後に三嶋大社の鳥居前町として発達、いつしか地名も大社に由来して「三島」と称されるようになったとされる。
社名の「三嶋」とは伊豆大島・三宅島等から成る伊豆諸島を指すと言われ、主祭神は伊豆諸島の開拓神である。当社は、古代には伊豆諸島の噴火を畏れた人々から篤く崇敬された。中世に入ると、伊豆国の一宮として源頼朝始め多くの武家からの崇敬を集めた。近世以降は三島が東海道の宿場町として発達したことに伴い、東海道を往来する庶民からも篤く信仰された神社である。
境内では本殿・幣殿・拝殿が国の重要文化財に、キンモクセイが国の天然記念物に指定されている。また社宝では、北条政子の奉納と伝わる国宝の「梅蒔絵手箱」を始めとして、多数の所蔵品が国の重要文化財や静岡県指定文化財に指定されている。

## 社名

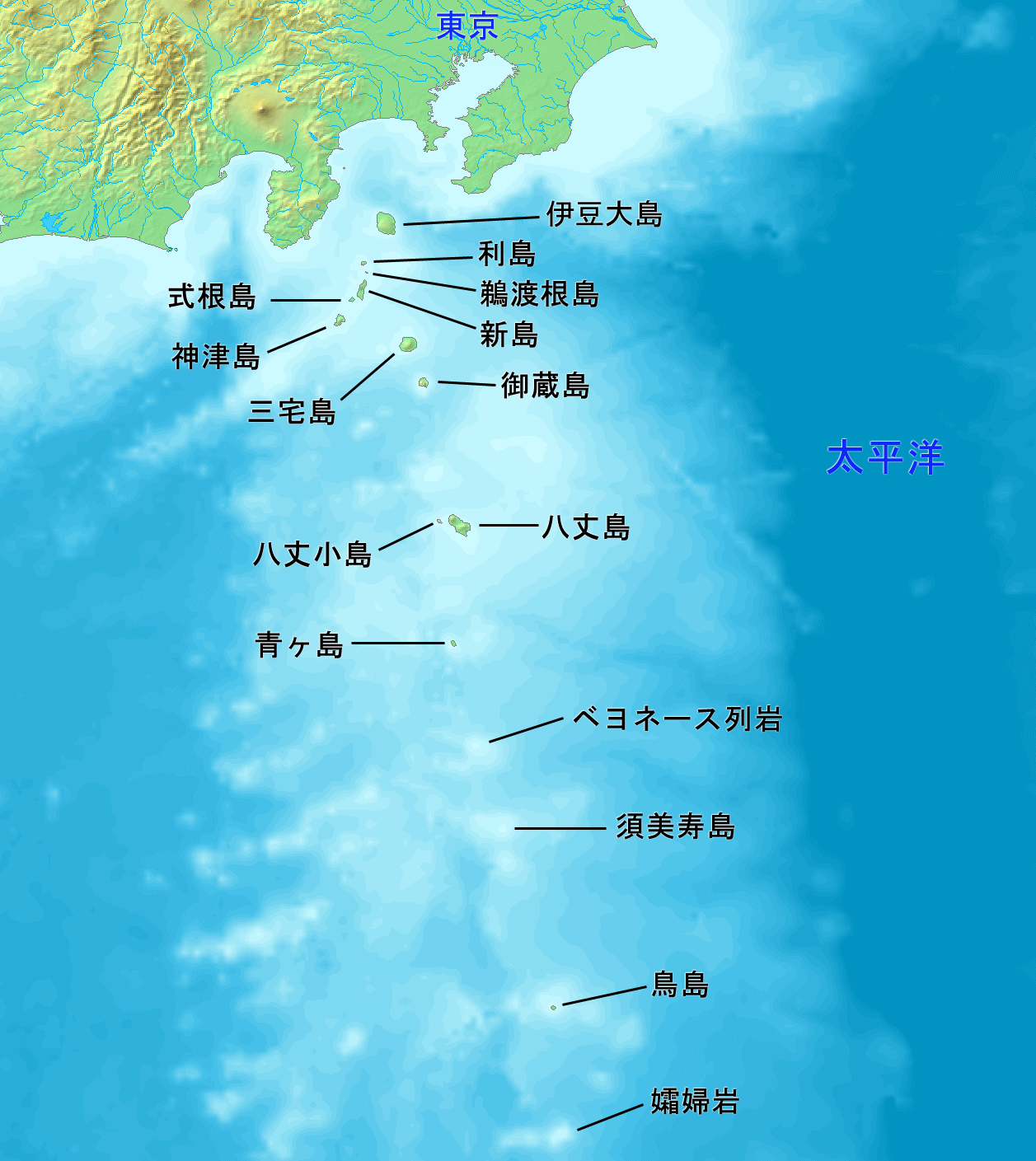
伊豆諸島「三嶋」とは「御島」すなわち伊豆諸島を意味するとされる。

社名は戦前は「三島神社」と称したが、戦後は「三嶋大社」を称している。歴史的には、史料上で次の呼称が見える。
- 三島大社/三嶋大社 （『続日本後紀』[原 1]）
- 伊豆三島神社/伊豆三嶋神社 （『延喜式』神名帳[原 2]）
- 三島社/三嶋社 （『吾妻鏡』、北畠顕家文書、北条氏綱文書）
- 三島宮/三嶋宮 （矢田部家文書等）

通説では、「三島」の呼称は伊豆諸島に対する尊称「御島（みしま）」に由来するとされる。伊豆諸島を指す地名の「三島」としては、古くは天平13年（731年）に「伊豆三島」の記載が、平安時代の『和名類聚抄』では伊豆国賀茂郡に「三島郷（みしまごう）」の記載が見える。なお、別説として小市国造が奉斎した伊予国一宮の大山祇神社（「大三島神」）を由来とする説がある。
現在の鎮座地の地名は「三島」であるが、これは先の伊豆諸島を指す「三島」とは異なり、古代の史料には見えない地名である。当地は、古代には伊豆国の国府があったことから「国府（こう）」と称された。そして三嶋神が国府に祀られたのち、13世紀末頃から大社にちなんで地名も「三島」と呼ぶようになったとされる。
なお、1972年（昭和47年）〜1982年（昭和57年）の地図には「三島神社」と記載がされている。
以下本項では、神名としては社名にならって「三嶋」の表記を使用するが、史料の引用では常用漢字体を使用する関係上「三島」の表記を使用して解説する。

## 祭神
祭神は次の2柱。
- 大山祇命（おおやまつみのみこと）
- 積羽八重事代主神（つみはやえことしろぬしのかみ）

2柱は「三嶋大神（みしまのおおかみ）」または「三嶋大明神（みしまだいみょうじん）」と総称される。本地仏は薬師如来。

### 祭神について
三嶋大社の祭神は大山祇命の方が古く、事代主神祭神説は江戸時代末期に唱えられたものである。大山祇命説は、鎌倉時代の『東関紀行』に始まって、『源平盛衰記』や『二十一社記』、『神道集』等の諸史料に、三嶋神が伊予国の三嶋神（大山祇神社）に由来する、あるいは同神であるという記述があり、『釈日本紀』や『日本書紀纂疏』にも大山祇神が伊豆国三嶋神社や伊予国大山祇神社で祭られるとあるように、事代主神説が唱えられるまでは広く定着していた。『大日本国一宮記』にも大山祇命、鎌倉時代の『春の深山路』にも伊予を本社ともうすとあり、鎌倉時代に両社を参拝した実材母も、その歌集『権中納言実材卿母集』の中で2社を同一視している。
一方の事代主神説は、江戸時代後期の平田篤胤の『古史伝』での主張に始まる説である。室町時代の『二十二社本縁』賀茂事条にある『葛木の賀茂は（中略）都波八重事代主神云。（中略）伊豆国賀茂郡坐三島神、伊予国坐三島神同体坐云」という記載に基づく。この記述も三嶋神を伊予の三嶋神（大山祇神社）と同神とする点では『東関紀行』などと同じだが、伊予も含めて三嶋神を事代主神とする点で前出の諸資料と異なる。
江戸時代までの祭神は大山祇命とされていたが、幕末に事代主神説が国学者の支持を得たため、明治6年（1873年）に事代主神に改められた。
ところが、大正6年（1917年）に、三島通良が北畠親房の『二十一社記』との比較により、『二十二社本縁』では十二文字が抜け落ちたことで誤って事代主神と結びつけられたこと、これにより前後の文で矛盾が起きていることを指摘した。このことは、事代主神説は『二十二社本縁』が『二十一社記』を引用した際に、文字が誤って脱落したことにより起こった誤謬であることを意味する。『二十一社記』と『二十二社本縁』を以下に引用する。
```
〇『二十一社記』賀茂社条
「山城の賀茂、葛木の賀茂とて座す、各別の神成。葛木の賀茂は都波八重事代主の神と云。賀茂家の陰陽道の軰祖神とも奉齋成。是は地神にて座す。
山城の賀茂は天神にて座す。
伊豆の賀茂郡に坐三島大明神、伊予の国に坐す三島神は同体にて坐すと云う。天神とは申せども、所見未詳。今下上二社在（以下略）」
〇『二十二社本縁』賀茂事条
「山城の賀茂、葛木の賀茂とて座す、各別の神成。葛木の賀茂は都波八重事代主の神と云。賀茂家の陰陽道の祖神とて奉齋成。此地神にて座す。伊豆国賀茂郡に坐する三島の神、伊予国に坐する三島の神同体にて坐すと云えり。天神とは申せども、何の神と云事所見不詳。今下上有二社（以下略）」
```

これ以後再び大山祇命説が支持を受けるようになり、大正14年（1925年）の『特選神名牒』や、昭和11年（1936年）の『静岡県史』、更には昭和16年（1941年）の『静岡県神社志』にも、事代主神説を批判、あるいは大山祇命説を支持する記述がある。1930年代以降は事代主神説を支持する論考は殆ど見られなくなり、これらの動きを受け、昭和27年（1952年）に大山祇命と事代主神を両神とも祭る形に改められ、現在に至っている。
近年の研究では、三嶋神は「御島神」すなわち伊豆諸島の神を意味するとして、上記2説とも後世の付会とする見方が有力視される。この中で、噴火の盛んな伊豆諸島で原始的な造島神・航海神として祀られたのが「ミシマ神」の始まりであるという。そして「ミシマ」の音から、後世に他の神に結び付けられたとも推測されている。
三嶋大社はまた、富士山の神「浅間神」にも影響を与えている。富士山の木花咲耶姫命説は古代から中世の文献には見当たらないとされ、それが初めて見えるのは江戸時代の初頭である。林羅山は1616年の『丙辰紀行』の中で、仏教色の強い従来の説を否定するとともに、伊豆の三島は伊予から来た大山祇神であることに加え、三島と富士は父子関係にあるという伝承を取り上げ、富士は大山祇神の子、すなわち木花咲耶姫命であると神話解釈を行った。

## 歴史

### 創建

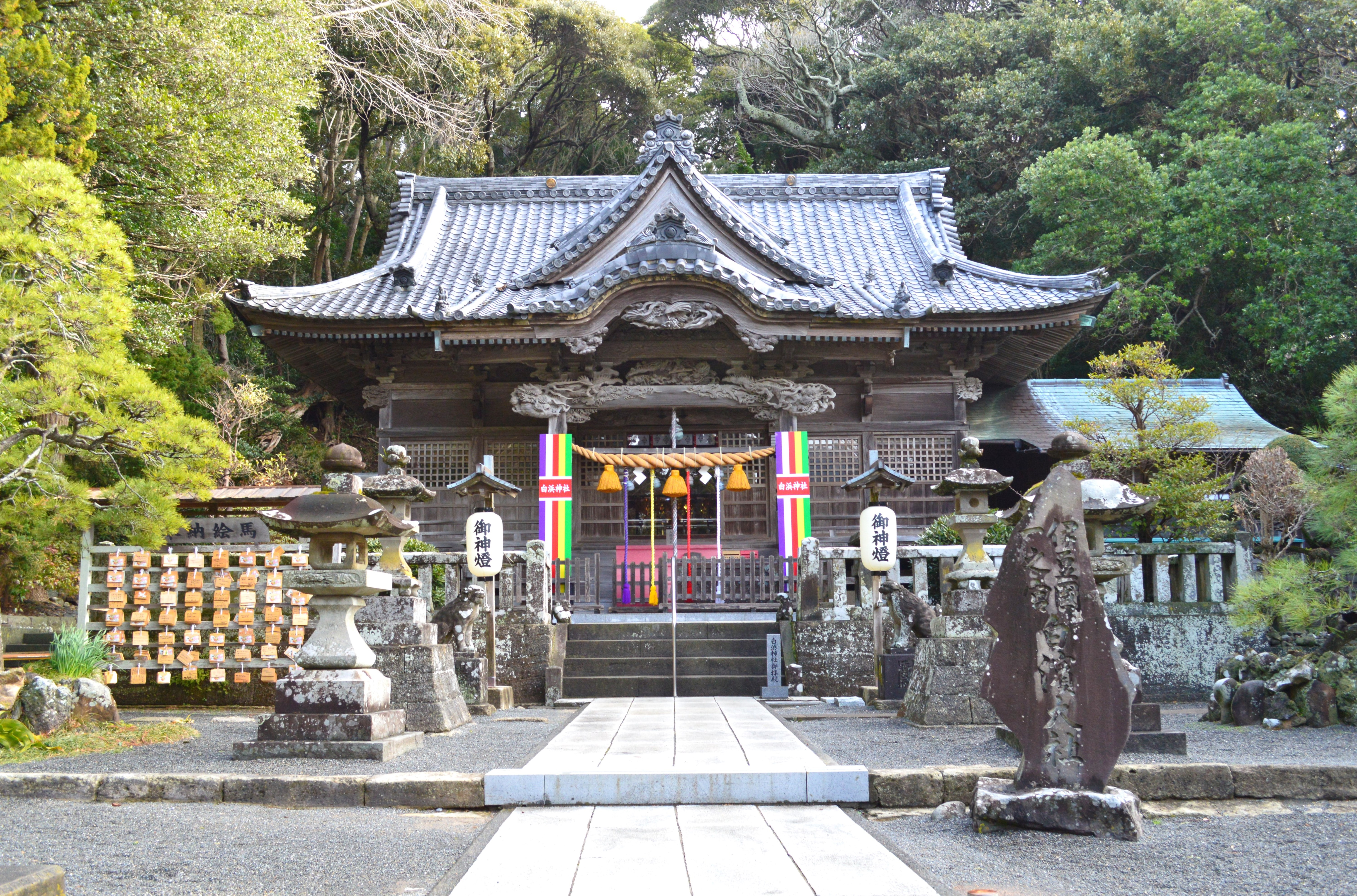
伊古奈比咩命神社（下田市白浜）三嶋神の後后の伊古奈比咩命を祀る。一説に三嶋神の旧鎮座地は伊古奈比咩命神社付近であるという。

創建は不詳。後述のように『延喜式』神名帳には伊豆国賀茂郡（伊豆半島南部・伊豆諸島）の所在と記載され、現在地（当時は田方郡）と相違することから、遷座説・郡名誤記説等の諸説が提唱されている。文献上で現在地の鎮座が確実なのは、1300年頃に編纂された『吾妻鏡』治承4年（1180年）の記事からである。あるいは、仁治3年（1242年）頃に成立した『東関紀行』でも国府の近くに存在することが分かる。
現在通説として知られるのは、初め賀茂郡三島郷（伊豆諸島か）、のち賀茂郡大社郷白浜（伊古奈比咩命神社付近か）、さらに田方郡小河郷の伊豆国府（現社地）へと遷座（一説に勧請）したとする説である。一方の郡名誤記説では、『延喜式』の記載を疑い、太古より当地に鎮座とする。
伊予三島神説では、最初伊予大三島から三宅島に移り、その後白浜、そして現在地へ遷座したとされる。このほか下賀茂の加畑賀茂神社にも、伊予から伊豆諸島を経由して当地に来たとの伝承がある。

### 概史

#### 古代
史料の初見は天平宝字2年（758年）で、「伊豆三島神」に対して10月2日に封戸9戸が、12月に封戸4戸が授けられている。国史では天長9年（832年）の記事において、三嶋神・伊古奈比咩命神（伊古奈比咩命神社）の2神が地2,000町に神宮二院・池三処を作るなど多くの神異を示したとして、名神に預かっている。同記事の3日前の記事では、日照りの原因が「伊豆国神」の祟りであると記されているが、この「伊豆国神」は三嶋神・伊古奈比咩命神と同一神とする説もある。

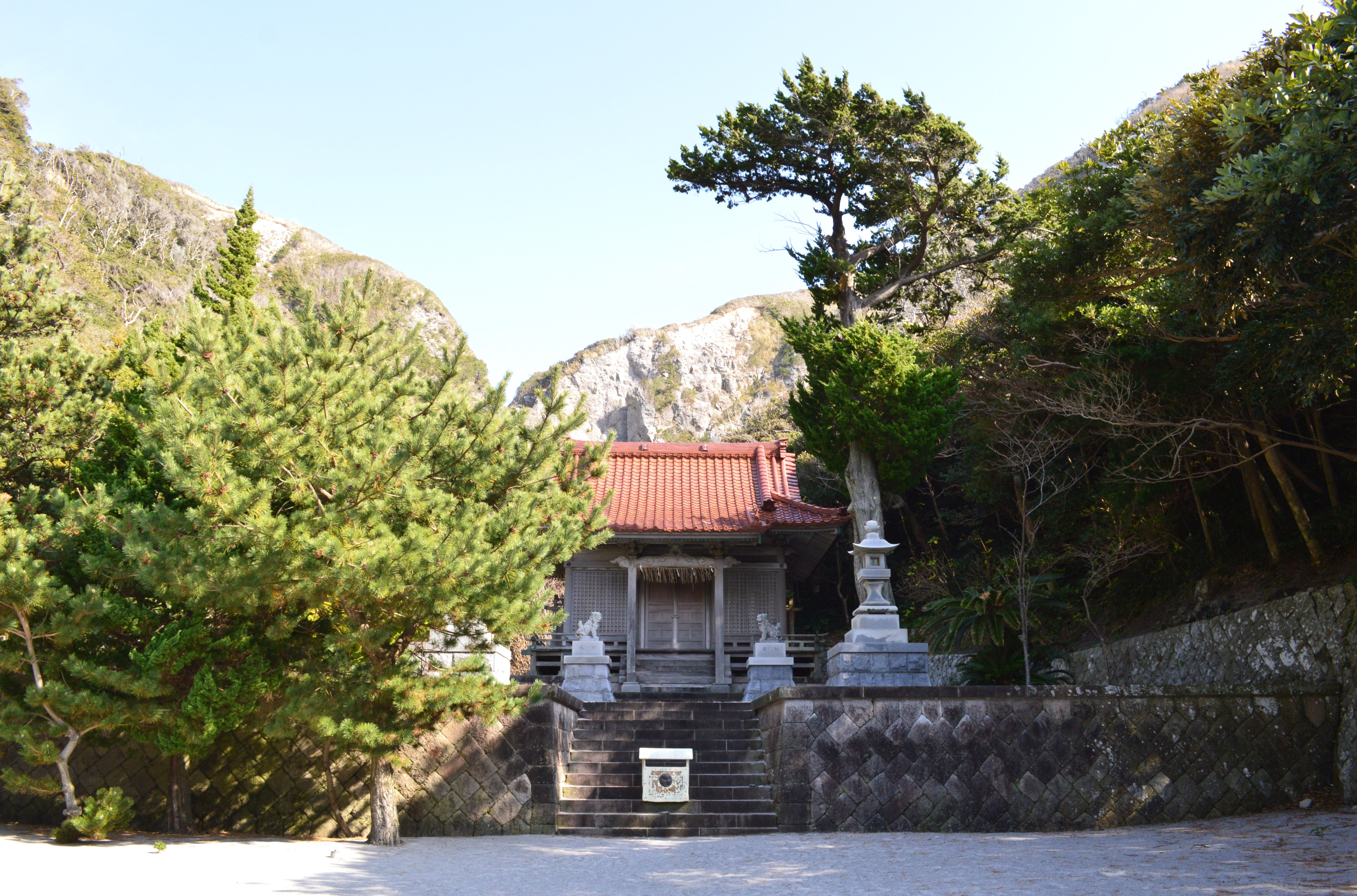
阿波命神社（東京都神津島村）三嶋神の本后の阿波咩命を祀る。

『続日本後紀』の記事によると、承和5年（838年）7月5日夜に上津島（神津島）で激しい噴火が発生した。占いの結果、それは三嶋神の後后が位階（神階）を賜ったにもかかわらず、本后たる阿波神（阿波咩命：阿波命神社）には沙汰がないことに対する怒りによるものだと見なされた。同記事では「後后」に関する具体的な言及はないが、これは伊古奈比咩命を指すとされる。この記事を受けて約一ヶ月後には、阿波咩命と物忌奈命（阿波神の御子神：物忌奈命神社）の神階が無位から従五位下に昇った。
その後、三嶋神は嘉祥3年（850年）に従五位上の神階が授けられたのち、仁寿2年（852年）に従四位下、天安3年（859年）に従四位上、貞観6年（864年）に正四位下、貞観10年（868年）に従三位が授けられた。
延長5年（927年）成立の『延喜式』神名帳では、伊豆国賀茂郡に「伊豆三島神社 名神大 月次新嘗」として、名神大社に列するとともに月次祭・新嘗祭で幣帛に預かった旨が記載されている。また、『延喜式』主税寮によると、「三島神料」として2,000束が下されていた。
承平年間（931年-938年）頃の『和名類聚抄』では伊豆国賀茂郡に「大社郷（おおやしろごう）」の地名が見えるが、これは伊豆三島神社・伊古奈比咩命神社に基づく郷名とされる。

#### 中世から近世
中世に入ると、三嶋社は伊豆国で一宮の地位に位置づけられたほか（初見は建武元年（1334年））、伊豆国の総社も兼ねたとされる。『伊豆国神階帳』（康永2年（1343年）以前成立）では「正一位三島大明神」と記載されている。

伝源頼朝像源頼朝の三嶋神に対する崇敬は篤く、三嶋社に重ねて戦勝祈願と寄進を行なった。

『吾妻鏡』治承4年（1180年）の記事によると、源頼朝は挙兵直前に安達盛長に対して三嶋社への奉幣を命じ、その後伊豆北条氏と組んで目代の山木兼隆を討ち取った。また、頼朝は同年に平家軍との戦のため西に向かう際にも三嶋神を拝んだという。このような戦勝祈願に見えるように、三嶋社は源頼朝から篤く崇敬され、頼朝からは治承4年（1180年）10月に御園・河原谷・長崎の神領の寄進、元暦2年（1185年）6月に臨時祭料として河原谷・御園の寄進、同年8月には放生会料として糠田・長崎の寄進、文治4年（1188年）正月に参詣、建久6年（1195年）に神馬・剣の奉納が行われた。頼朝が開いた鎌倉幕府は、三嶋社を鶴岡八幡宮や二所権現（伊豆山神社・箱根神社）と並んで信仰している。頼朝以後も鎌倉幕府将軍は代々三嶋社に参詣しており、特に4代将軍・藤原頼経は最多の参詣数であった。
この時代、鎌倉幕府の将軍・御家人は東海道を従来の足柄越ではなく箱根越を利用した。これによって箱根路が活性化し、箱根手前に位置する三嶋社には数多くの旅人が参詣した。東海道の紀行文には必ず三嶋社のことが記されており、『東関紀行』の作者（未詳）や、竹崎季長（『蒙古襲来絵詞』上巻）、阿仏尼（『十六夜日記』『夫木抄』）、冷泉為相・飛鳥井雅有（『夫木抄』）、一遍（『一遍聖絵』）、後深草院二条（『とはずがたり』）などが参詣の様子を描写している。
南北朝時代に入り争乱が増えると、三嶋社では戦勝祈願を行う例が多く見られた。三嶋社は室町幕府・鎌倉公方からも篤い崇敬を受けたため、社領寄進が度々なされていた。
戦国時代には当地を治めた後北条氏の保護を受け、後北条氏からは造営の支援も行われた。永禄11年（1568年）の甲相駿三国同盟解消に伴って当地は対武田氏の最前線になったため、度々兵火に遭ったとされる。後北条氏は積極的に三嶋社の造営を支援したが、それが後北条氏にとっての重荷になったともいわれる。
江戸時代、江戸幕府からは文禄3年（1594年）に社領330石が寄進された（地割は神主100石、護摩堂25石、刑部大夫20石、在庁免25石、惣社人55石等）。慶長9年（1604年）にはさらに200石が加えられ、江戸時代を通じて計530石を有していた。

#### 近代以降
明治維新後、明治4年（1871年）に近代社格制度において官幣大社に列し、「三島神社」と称した。戦後は「三嶋大社」と改称し、神社本庁の別表神社に列している。

### 神階
- 六国史における神階奉叙の記録[8][46]
  - 天長9年（832年）5月22日、名神に預かる （『釈日本紀』所引『日本後紀』逸文）[原 6][注 5] - 表記は「三島神」。
  - 嘉祥3年（850年）10月7日、従五位上 （『日本文徳天皇実録』）[原 9] - 表記は「三島神」。
  - 仁寿2年（852年）12月15日、従四位下 （『日本文徳天皇実録』）[原 10] - 表記は「三島大神」。
  - 斉衡元年（854年）6月26日、従四位下 （『日本文徳天皇実録』）[原 15] - 表記は「三島大神」。仁寿2年記事と内容は重複。
  - 天安3年（859年）1月27日、従四位下から従四位上 （『日本三代実録』）[原 11] - 表記は「三島神」。
  - 貞観6年（864年）2月5日、従四位上から正四位下 （『日本三代実録』）[原 12] - 表記は「三島神」。
  - 貞観10年（868年）7月27日、正四位下から従三位 （『類聚国史』）[原 13] - 表記は「三島神」。
- 六国史以後
  - 正一位 （『伊豆国神階帳』） - 表記は「三島大明神」。

| 年     | 三嶋神             | 阿波咩命 （本后） | 物忌奈命 （阿波咩命の子） | 伊古奈比咩命 （後后） |
| ------ | ------------------ | ----------------- | ------------------------- | --------------------- |
| 832年  | 名神 （従五位下?） | --                | --                        | 名神 （従五位下?）    |
| 838年  | （神津島噴火）     | （神津島噴火）    | （神津島噴火）            | （神津島噴火）        |
| 840年  | --                 | 無位 →従五位下    | 無位 →従五位下            | --                    |
| 850年  | 従五位上           | 従五位上          | 従五位上                  | 従五位上              |
| 852年  | 従四位下           | 正五位下          | 正五位下                  | 正五位下              |
| 854年  | 従四位下           | 正五位下          | 正五位下                  | 正五位下              |
| 859年  | 従四位下 →従四位上 | --                | --                        | --                    |
| 864年  | 従四位上 →正四位下 | --                | --                        | --                    |
| 868年  | 正四位下 →従三位   | --                | --                        | --                    |
| 神名帳 | 名神大             | 名神大            | 名神大                    | 名神大                |
| 神階帳 | 正一位             | 一品              | 正一位?                   | 一品                  |

### 神職
三嶋大社の神主職は、伊豆国造の後裔を称する矢田部氏（やたべし）が代々世襲する。
伊豆国造について『先代旧事本紀』では、神功皇后の時に若建命（わかたけのみこと）が国造に任じられたといい、この若建命は服部連祖・天蕤桙命（あめのぬほこのみこと）の8世孫であるという。矢田部氏に伝わる系図『伊豆国造伊豆宿禰系図』では、初代に天御桙命、第9代に若多祁命（若建命を指す）を記載する。
矢田部氏は、元々は日下部直（くさかべのあたえ、日下部氏）であったとされる。『続日本紀』では天平14年（742年）に外従七位下の日下部直益人（ますひと；系図では第19代）が「伊豆国造伊豆直（いずのくにのみやつこ いずのあたえ、伊豆氏）」姓を賜った。また、宝亀2年（771年）に外従五位下の伊豆国造伊豆直乎美奈（おみな；系図では益人の子）が従五位下を賜ったと記載される。
系図によると、その後裔の伊豆貫盛（第30代）が三嶋神主となって以降、代々三嶋社の祭祀に携わったという。伊豆久恒（第33代）の時には久恒に子が無かったため、弟の国盛（第34代）が「東神主五郎大夫」を、末弟の貞盛が「西神主四郎大夫」を称して後を継いだ。康和5年（1103年）の国盛の宮司補任を示す文書は現在にも残っている（ただし検討余地のある史料とされる）。その後は東大夫・西大夫が並び立って三嶋社の社務を分担し、西大夫は二宮八幡宮の神主も兼務したという。東大夫と西大夫は代々継承されたが、南北朝期以降は西大夫は没落して東大夫のみとなった。以降の神主職は東大夫の世襲となり、一族は元禄年間（1688年-1704年）に姓を「矢田部」に改めた上で、現在の宮司（第70代）に至っている。
社僧としては愛染院（別当）、大徳院・竜宝院・法正院（役僧）の4子院があった。また、神宮寺には「国分寺」の称も見える。

### 社殿造営
三嶋大社は元は下田市白浜に所在したといわれる。『日本後紀』逸文では社地に関する次の記載があるが、これは白浜鎮座時の描写とされる。
| 「                                 | 伊豆国言上。三島神。伊古奈比咩神。二前預名神。此神塞深谷摧高巌。平造之地。二千町許。作神宮二院。池三処。神異之事。不可勝計。 | 」 |
| —『日本後紀』逸文 天長9年5月22日条 | |    |

三島市域での所在を示す最古の史料は『吾妻鏡』治承4年（1180年）記事である。鎌倉時代の『一遍聖絵（一遍上人絵伝）』第6巻では、弘安5年（1282年）に一遍が参詣した際の楼門・拝殿・楼門（神門）・幣殿・本殿からなる社殿が描かれている（ただし『一遍聖絵』には建築史学的に疑義がある）。現在、その様子は三嶋大社宝物館に模型で再現されている。
鎌倉時代以降の文書に見える造営・修復年次は、文治3年（1187年）、建永元年（1206年）、嘉禎元年（1235年）、文永9年（1272年）、正安4年（1302年）、嘉暦4年（1329年）、延文3年（1358年）、応安3年（1370年）、永徳2年（1382年）、応永13年（1406年）、応永25年（1418年）、大永6年（1526年）、慶長9年（1604年）、寛永13年（1636年）、承応3年（1654年）、寛文11年（1671年）、正徳元年（1711年）、宝暦5年（1755年）、安永5年（1776年）、寛政8年（1796年）、文化9年（1812年）、天保3年（1832年）、慶応4年（1868年）、大正12年（1923年）、昭和10年（1935年）。
上記のうち特に、江戸幕府3代将軍・徳川家光による寛永期の造営で大規模な社殿が整えられた。その後の江戸期の社殿の様子を示す史料は多く、絵図では五重塔や護摩堂・経蔵といった仏教施設も見える。しかし嘉永7年（安政元年、1854年）に発生した安政東海地震によってほとんどは倒壊したため、社殿は幕末の慶応4年（1868年）にかけて再建された。その後は、大正12年（1923年）の関東大震災、昭和5年（1930年）の北伊豆地震による被害の修復を経て現在に至っている。

## 境内
境内の広さは14,057坪（4.6ヘクタール）。他に境外地として約2,200坪（0.72ヘクタール）を所有する。

### 社殿

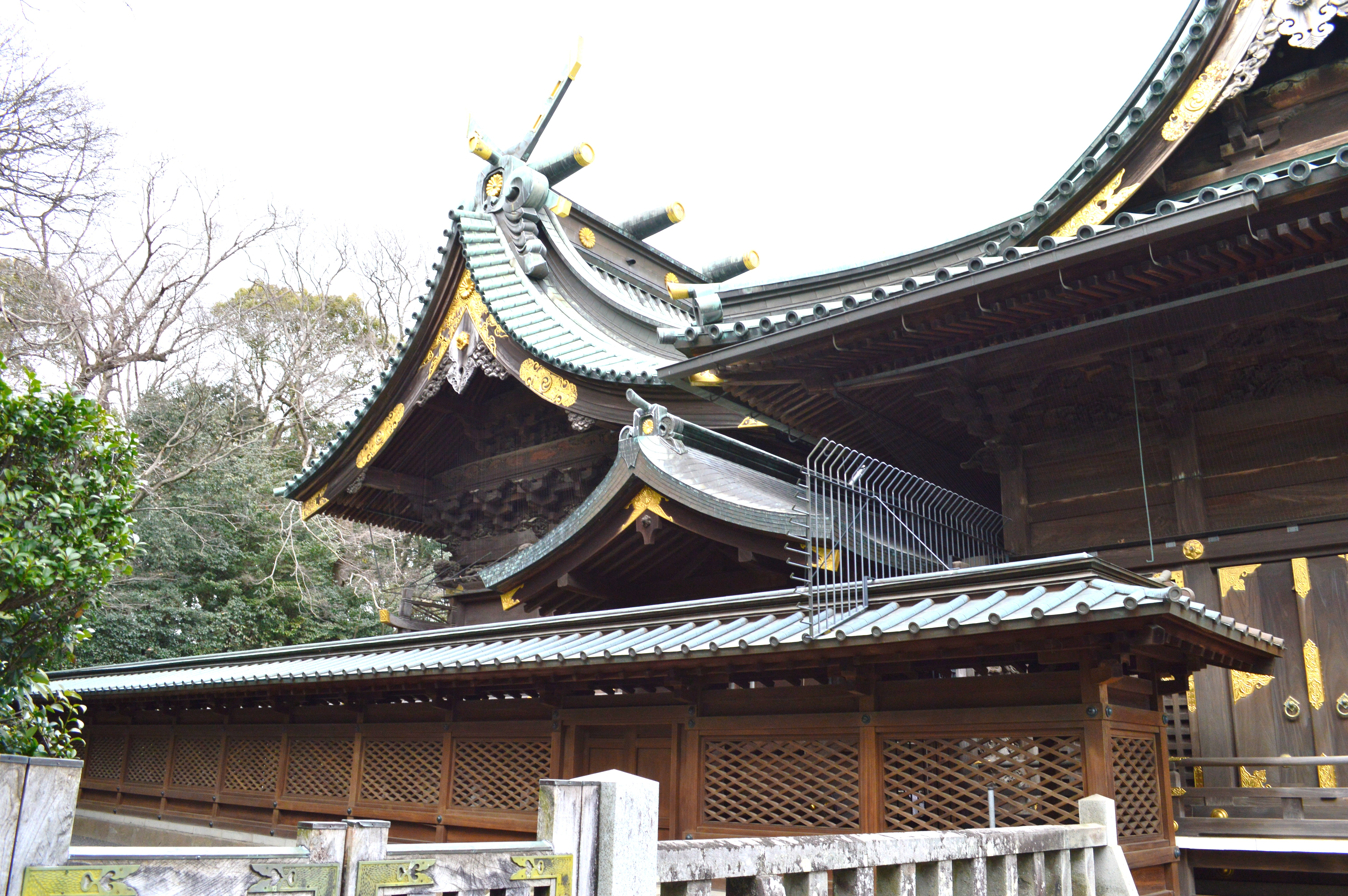
本殿（左）・拝殿（中間の小屋根は神饌所）
（国の重要文化財）

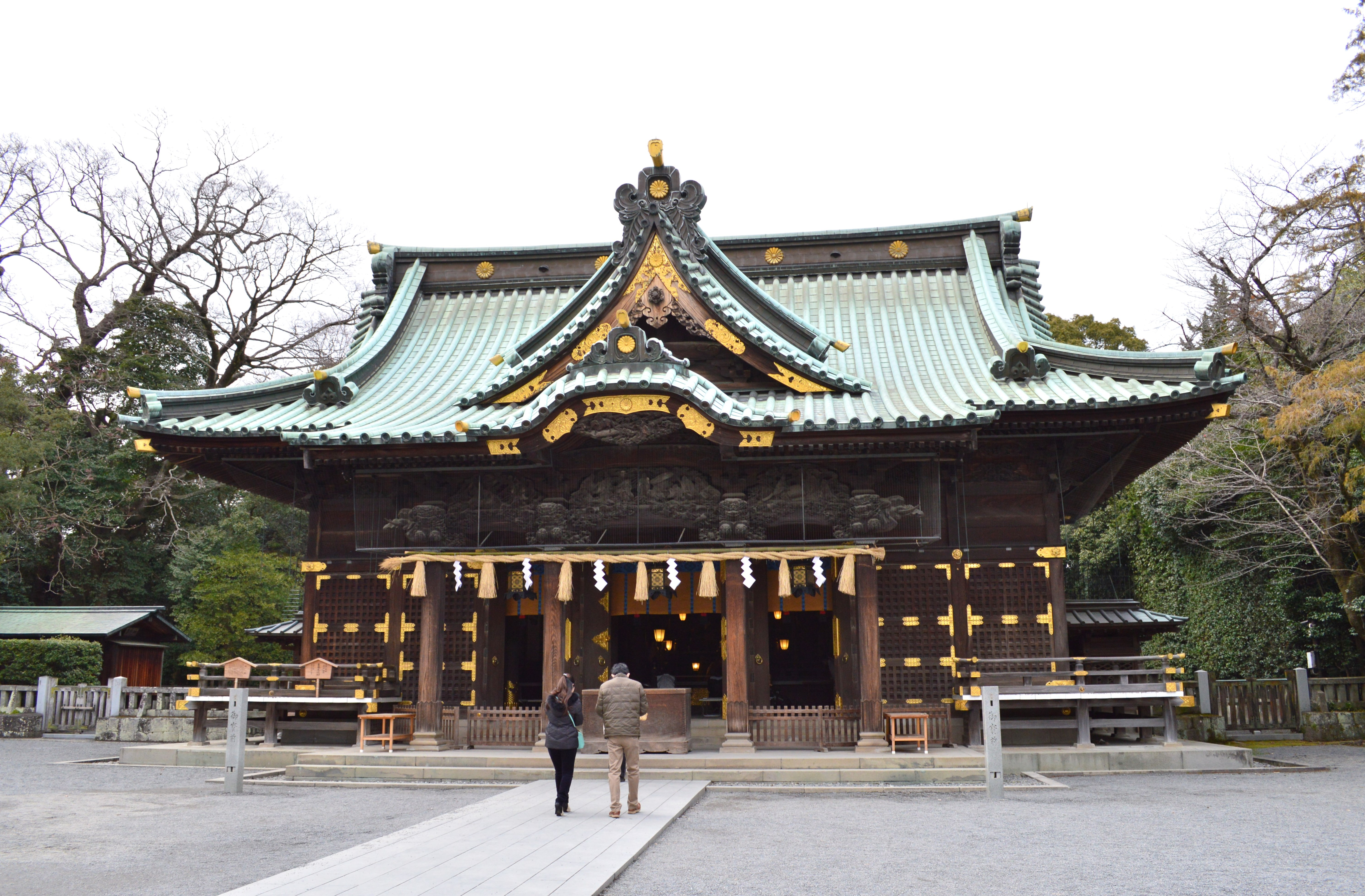
拝殿（国の重要文化財）

主要社殿は、本殿・幣殿・拝殿からなる権現造の複合社殿である。大社側ではこれらを「御殿（ごてん）」と総称する。いずれも江戸時代末期の嘉永7年（安政元年、1854年）の安政東海地震後に再建されたもので、慶応2年（1866年）9月9日に落成した。境内にある主な建造物も、同時期の明治元年（1868年）にかけての再建である。
社殿の形式は、寛永年間（1624年-1645年）の徳川家光造営時を踏襲したものとされる。本殿は三間社流造で、銅瓦葺。幣殿は桁行三間、梁間一間、一重、両下造で、銅板葺。拝殿は桁行七間、梁間四間、一重、入母屋造、正面千鳥破風付、向拝三間、軒唐破風付で、銅瓦葺。本殿・幣殿・拝殿いずれも総欅素木造で、国内有数の規模の社殿である。また本殿脇障子の神功皇后の説話に基づく彫刻を始めとして、本殿の内法上の小壁、本殿と拝殿の蟇股などの要所に彫刻が施されているが、これらは伊豆国名工の小沢希道、駿河国名工の後藤芳治良が競い合って完成させたものといわれる。これら社殿3殿は、江戸時代を代表する建造物であるとして国の重要文化財に指定されている。
拝殿前に建てられている舞殿（ぶでん）は、本殿等と同時期の慶応2年（1866年）12月18日の再建。古くは「祓殿」と呼ばれる神楽祈祷を行う場であったが、のちに舞の奉納が主となったので「舞殿」と称されるようになったという。現在では、舞のほか各種神事でも使用される。舞殿には、中国・元代に郭居敬編纂の「二十四孝」を基にした彫刻が巡らされている。この舞殿は三島市指定文化財に指定されている。
神門（しんもん）もまた、本殿等と同時期の慶応3年（1867年）8月10日の再建。御殿同様に総欅造である。舞殿とともに三島市指定文化財に指定されている。
そのほか、境内には神馬舎（戦後完成）、総門（昭和6年（1931年）完成）、旧総門の芸能殿（慶応4年（1868年）2月11日完成）、客殿等の社殿がある。

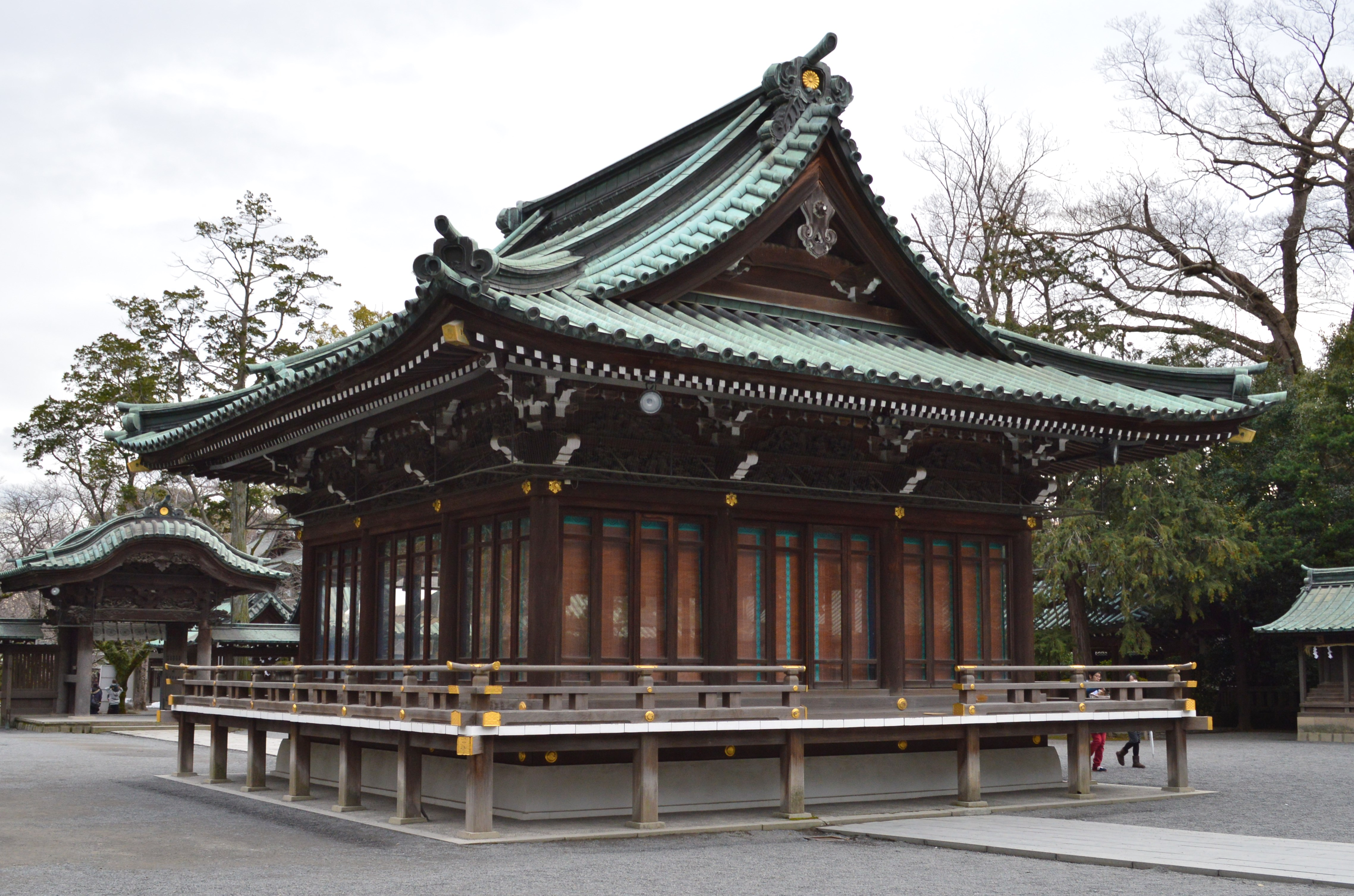
舞殿（三島市指定文化財）
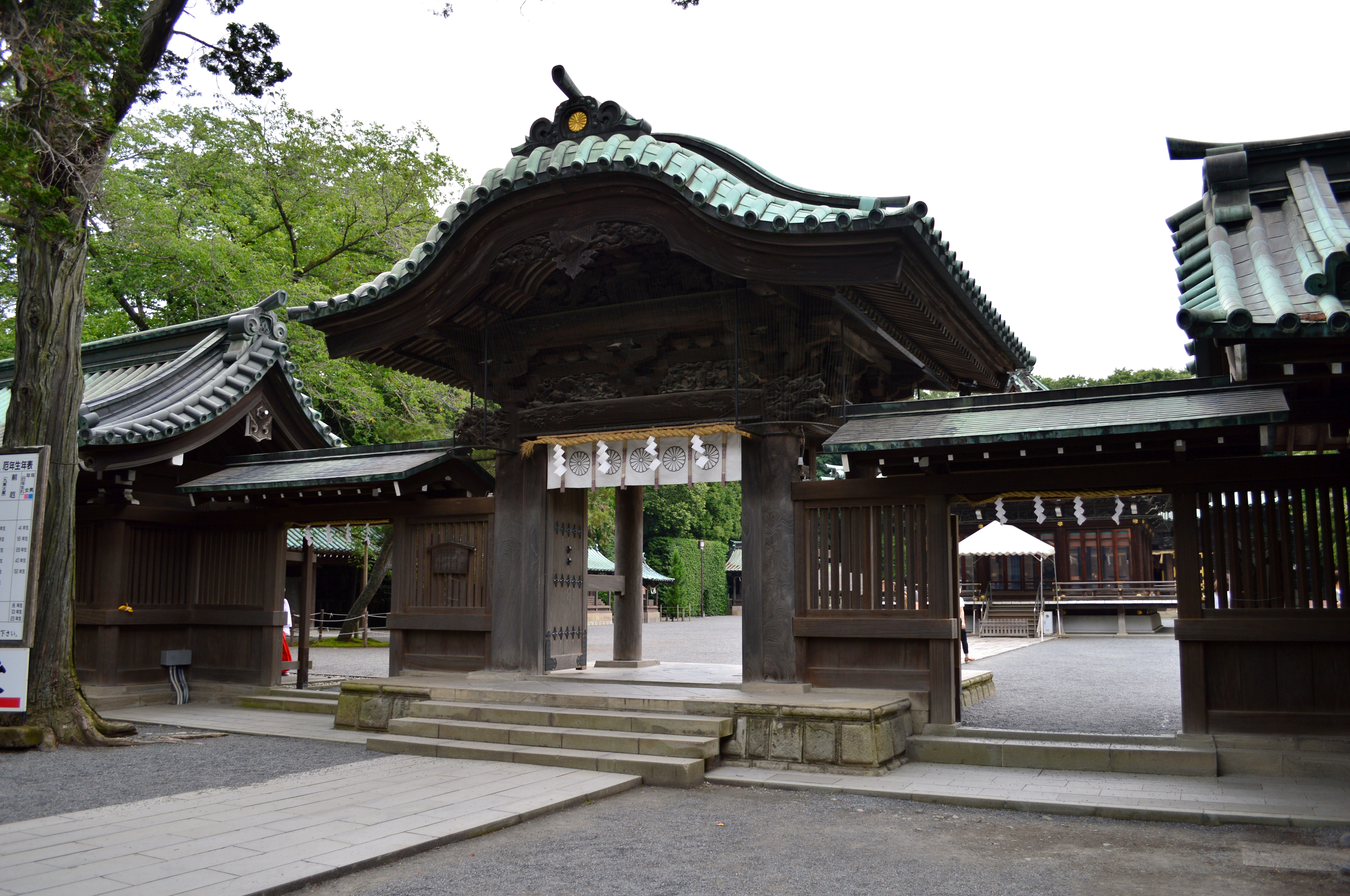
神門（三島市指定文化財）
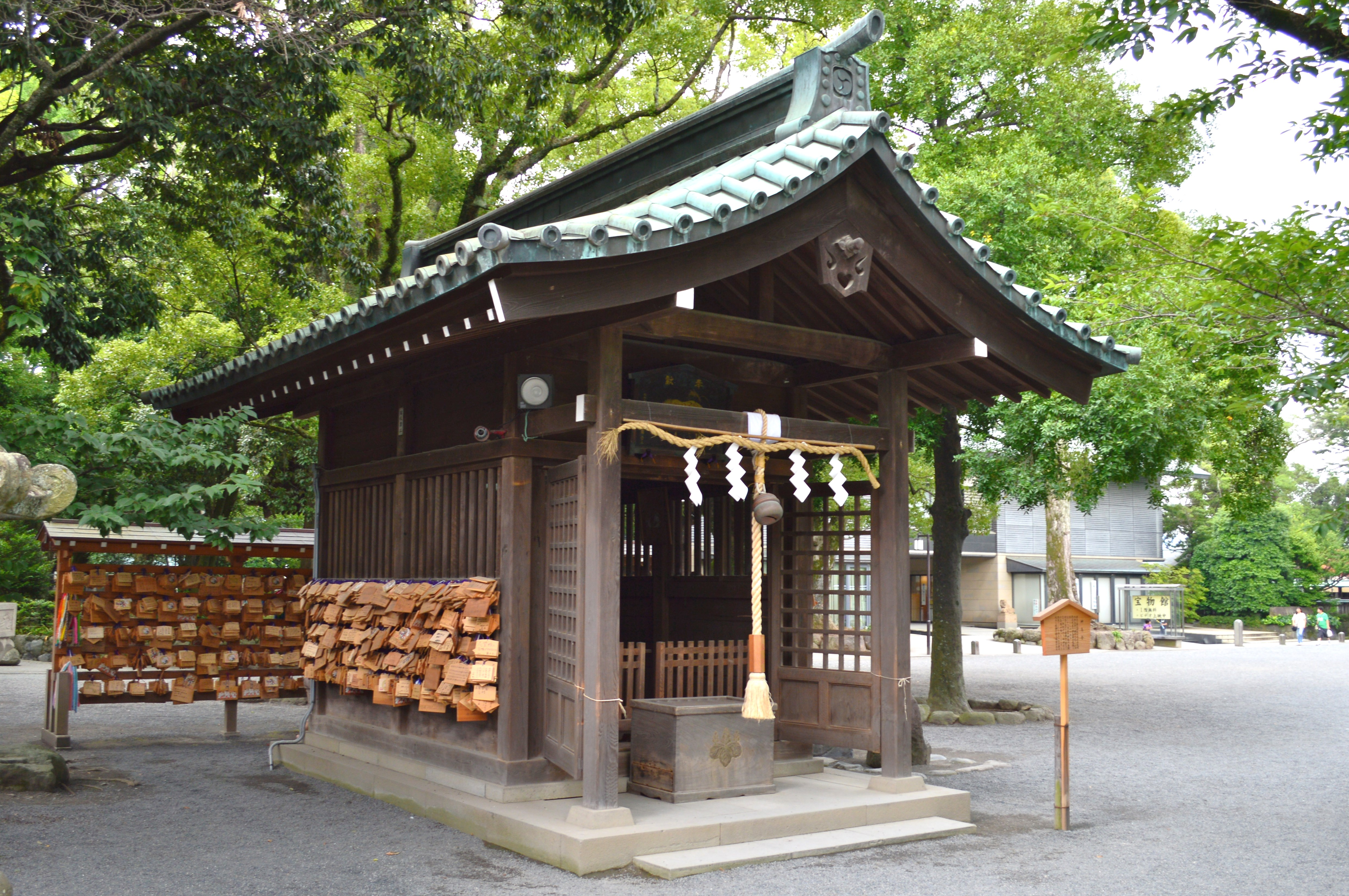
神馬舎
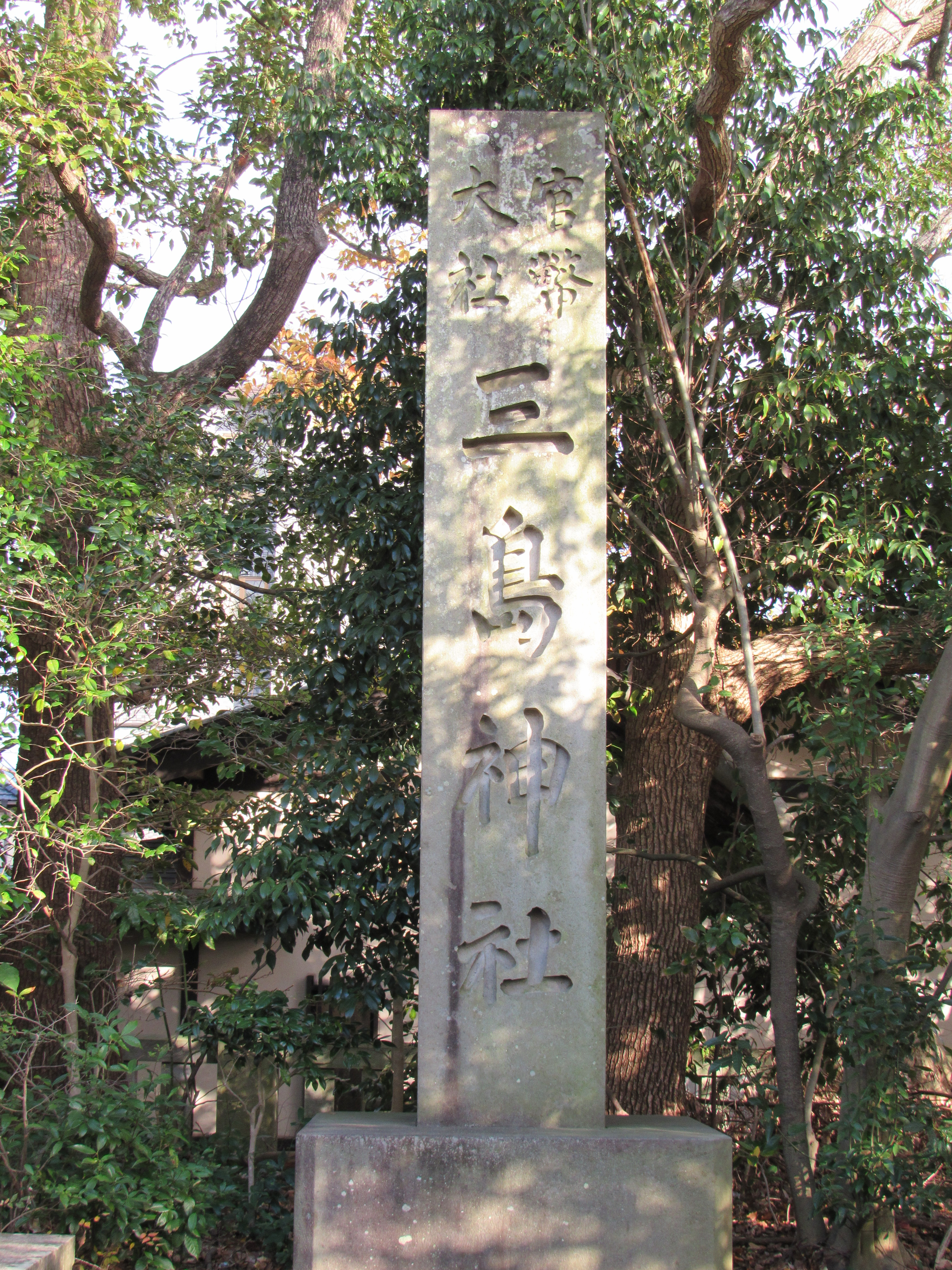
近代社格制度が彫られた社標
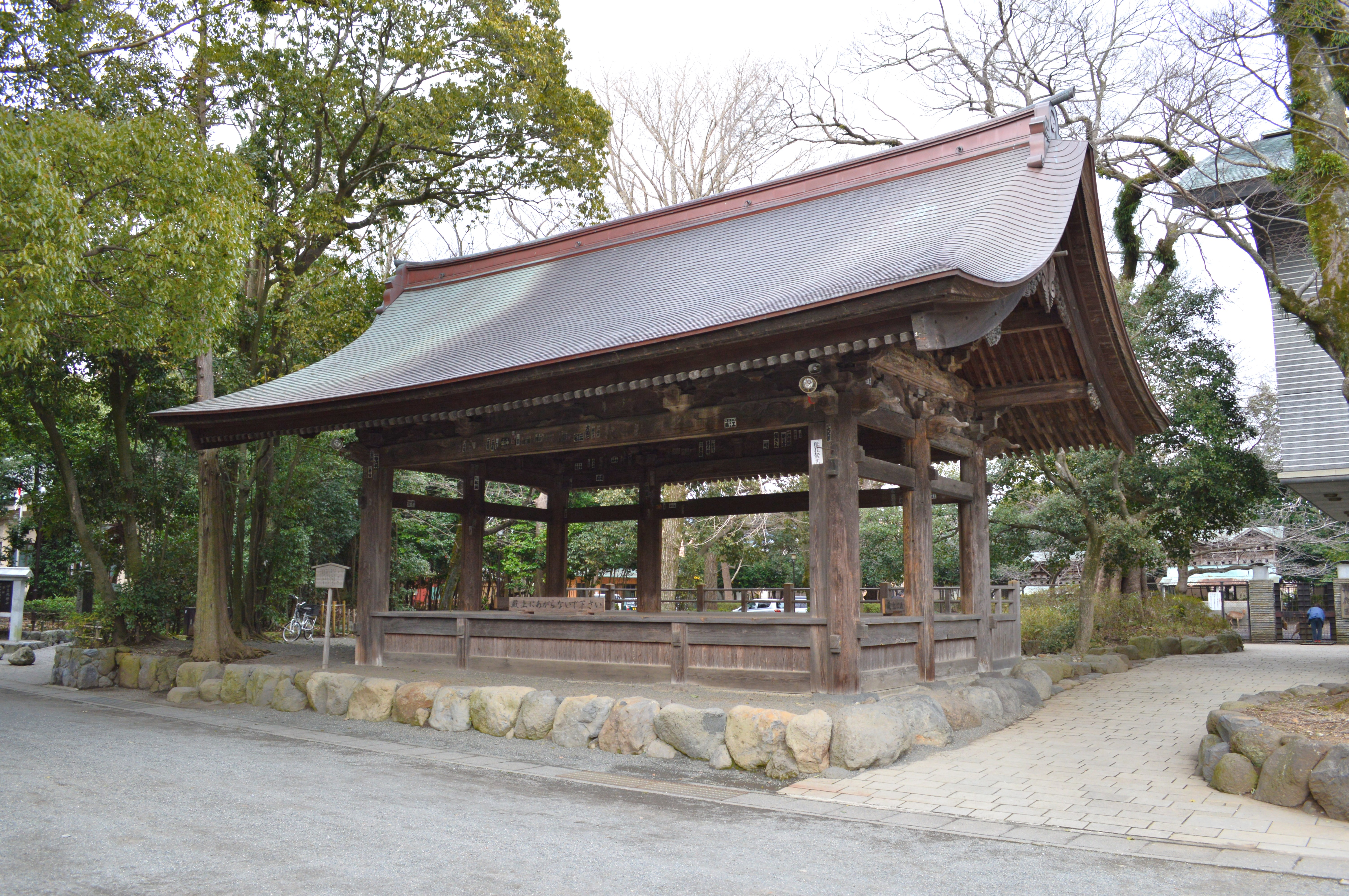
芸能殿
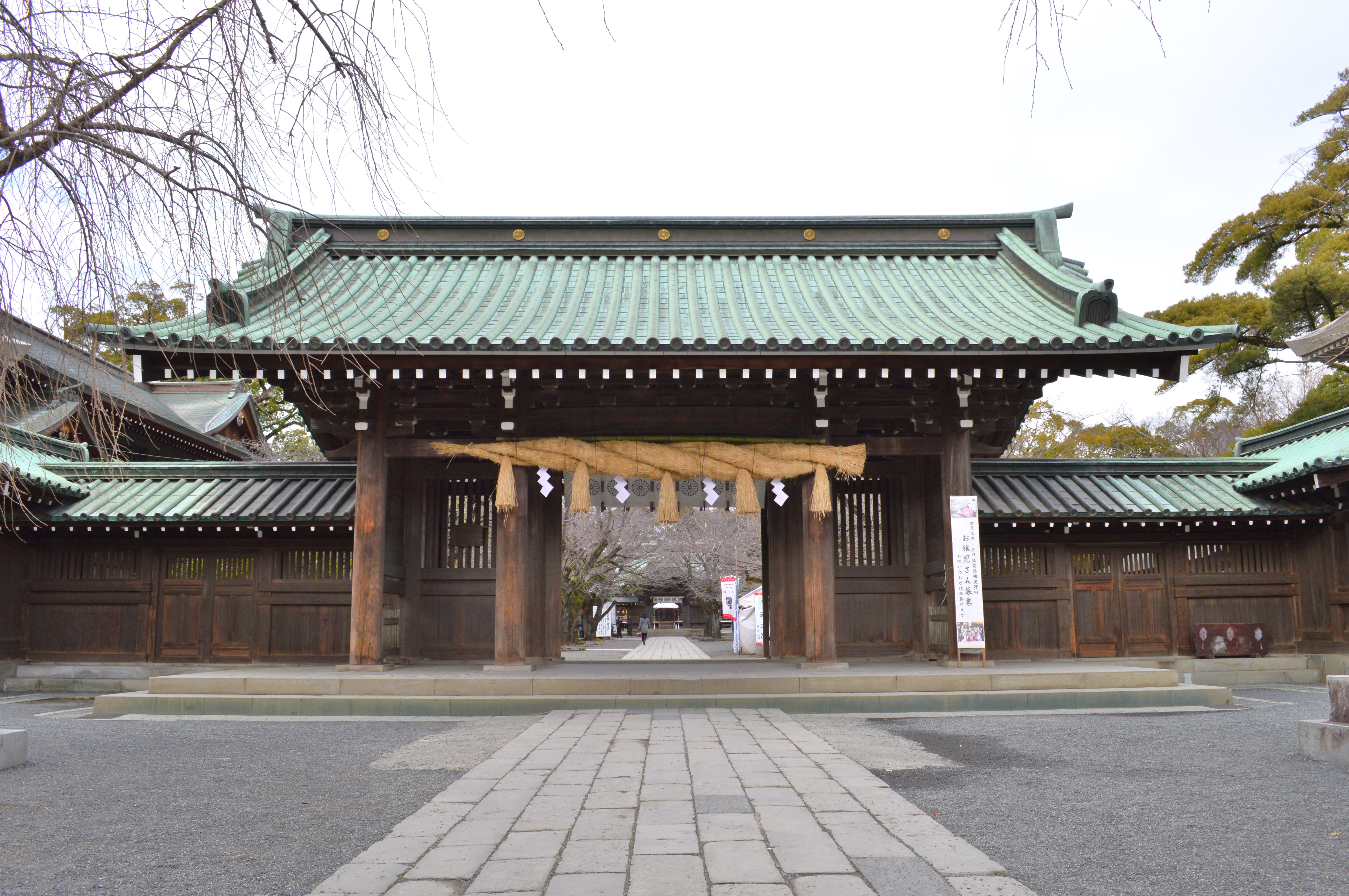
総門

### 社叢

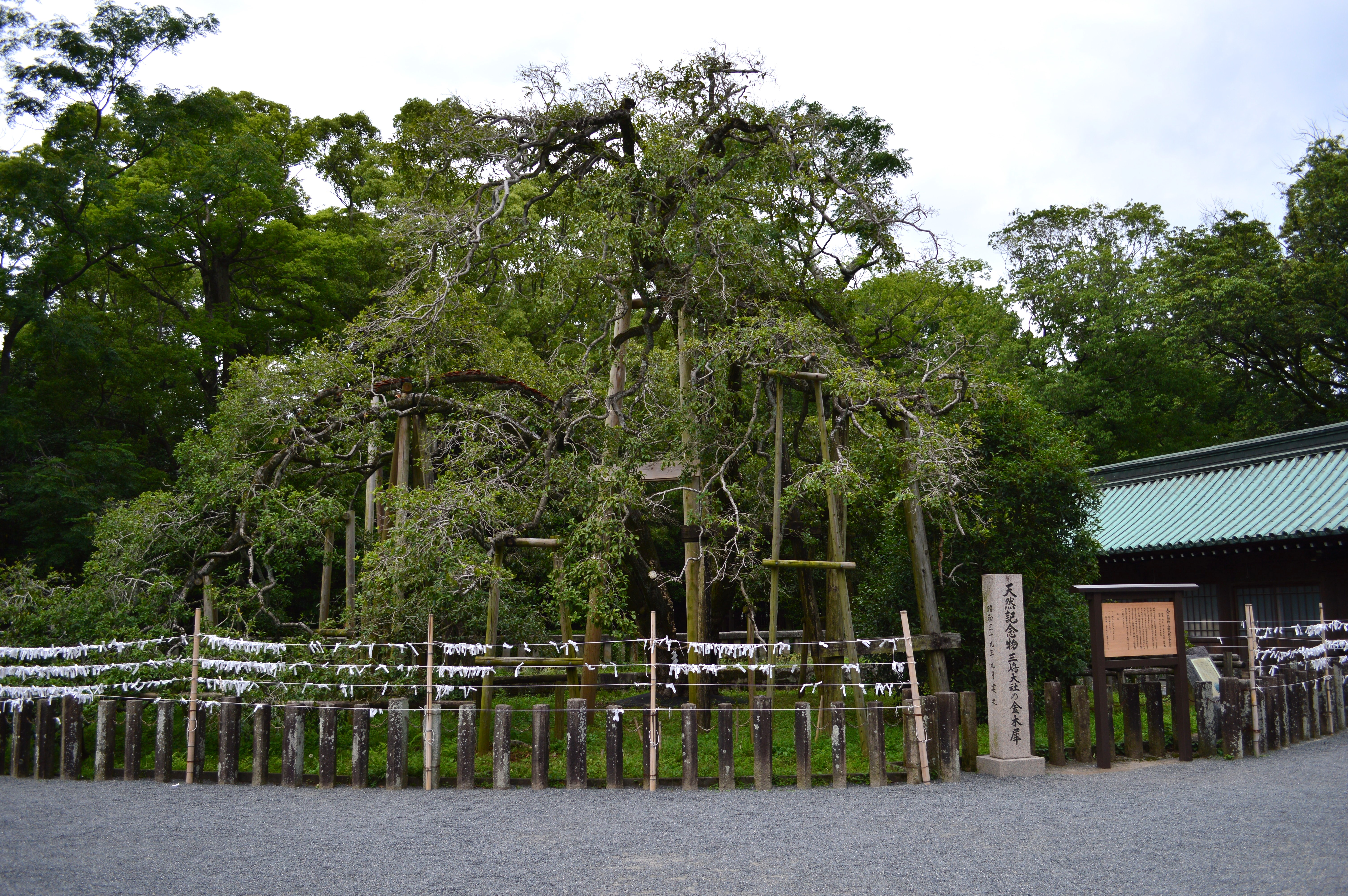
キンモクセイ（国の天然記念物）

著名な老木として、神門内にキンモクセイ（金木犀）がある。この樹木はウスギモクセイ（薄黄木犀）の雄木で、樹齢約1,200年、樹高10メートル以上を測る老木・巨木である。「2度咲き」の性質を持つが、特に2度目の9月下旬から10月上旬にかけては淡黄色の花で満開になる。このキンモクセイは国の天然記念物に指定されている（詳細は「三島神社のキンモクセイ」を参照）。
また、境内に広がる鎮守の森は「三嶋大社社叢」として三島市指定天然記念物に指定されている。

### その他
- 神池（しんち） - 『吾妻鏡』[原 20]によれば源頼朝がこの池で放生会を行なったという[65]。『一遍聖絵』でも描かれている[65]。
- 神鹿園（しんろくえん）
- 頼朝腰掛石、北条政子腰掛石 - 神馬舎の隣に所在。
- 牛石（うしいし） - 三島七石の1つ。社務所近くに所在。
- たたり石 - 昔は東海道にあって交通整理の役割を担ったという[66]。境内入り口近くに所在。

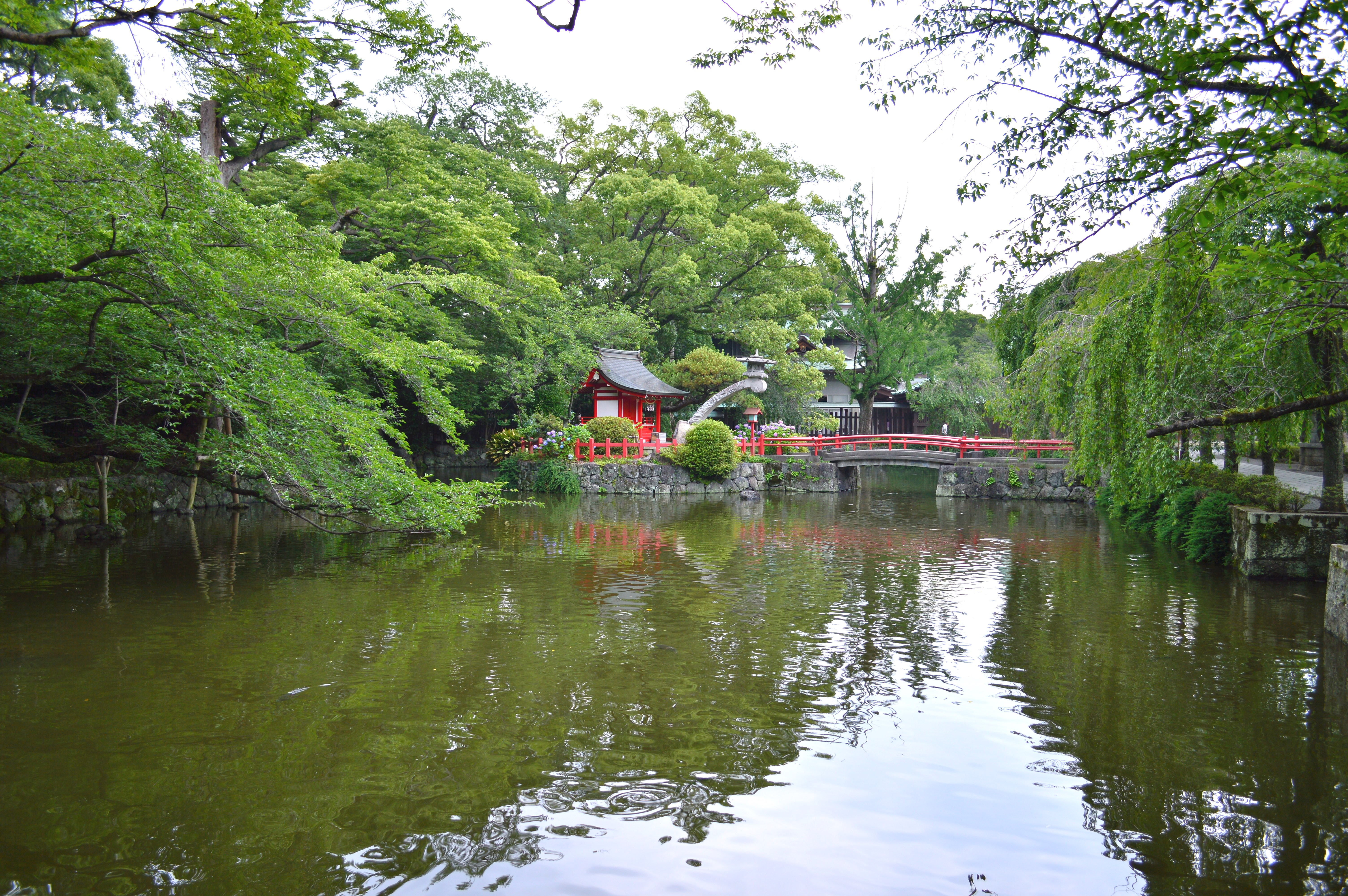
神池
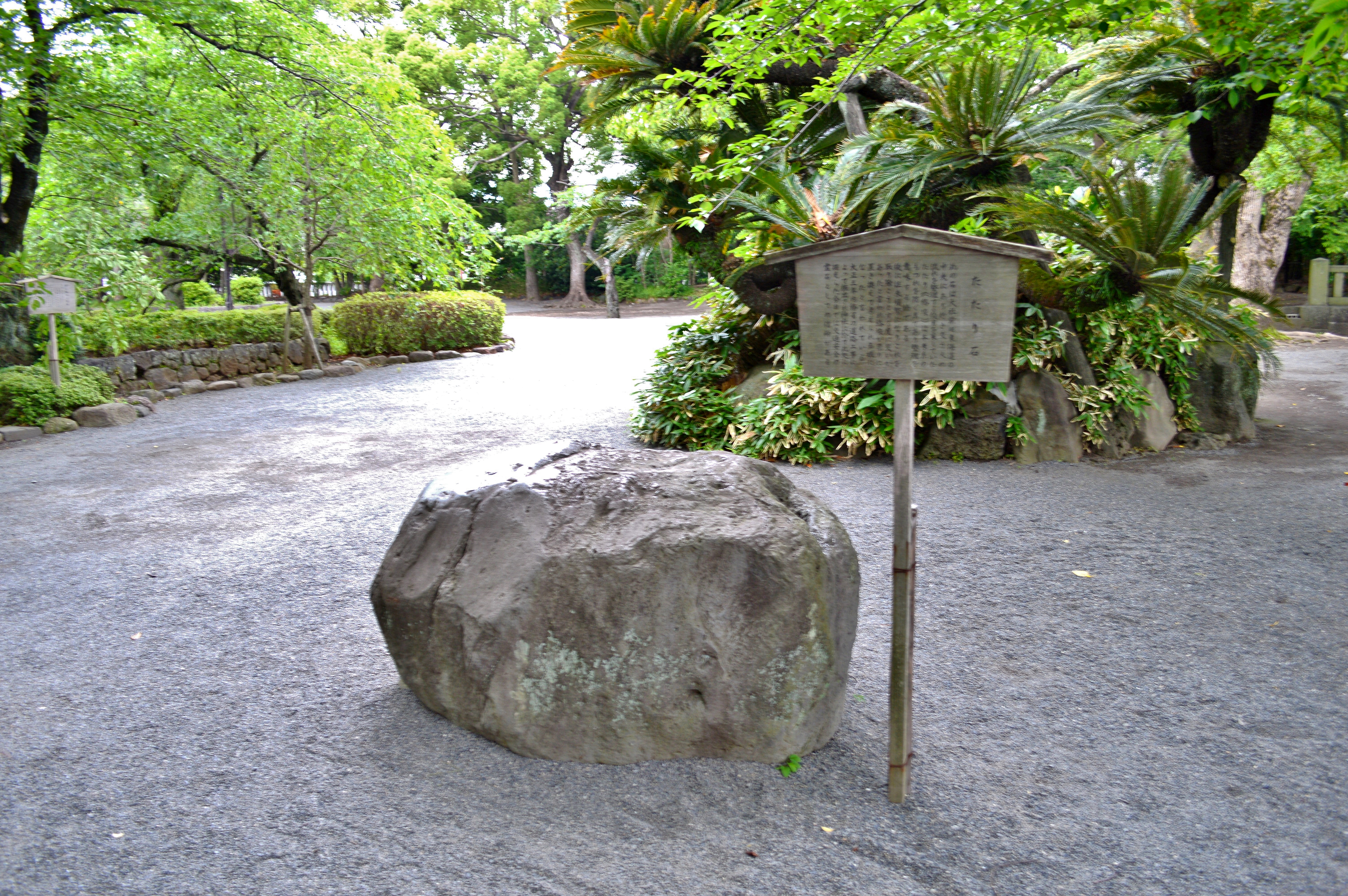
たたり石

## 摂末社
現在の摂末社は、摂社2社・末社13社の計15社（いずれも境内社）。古くは他にも多数の摂末社があったが、現在は事実上独立している。

### 摂社

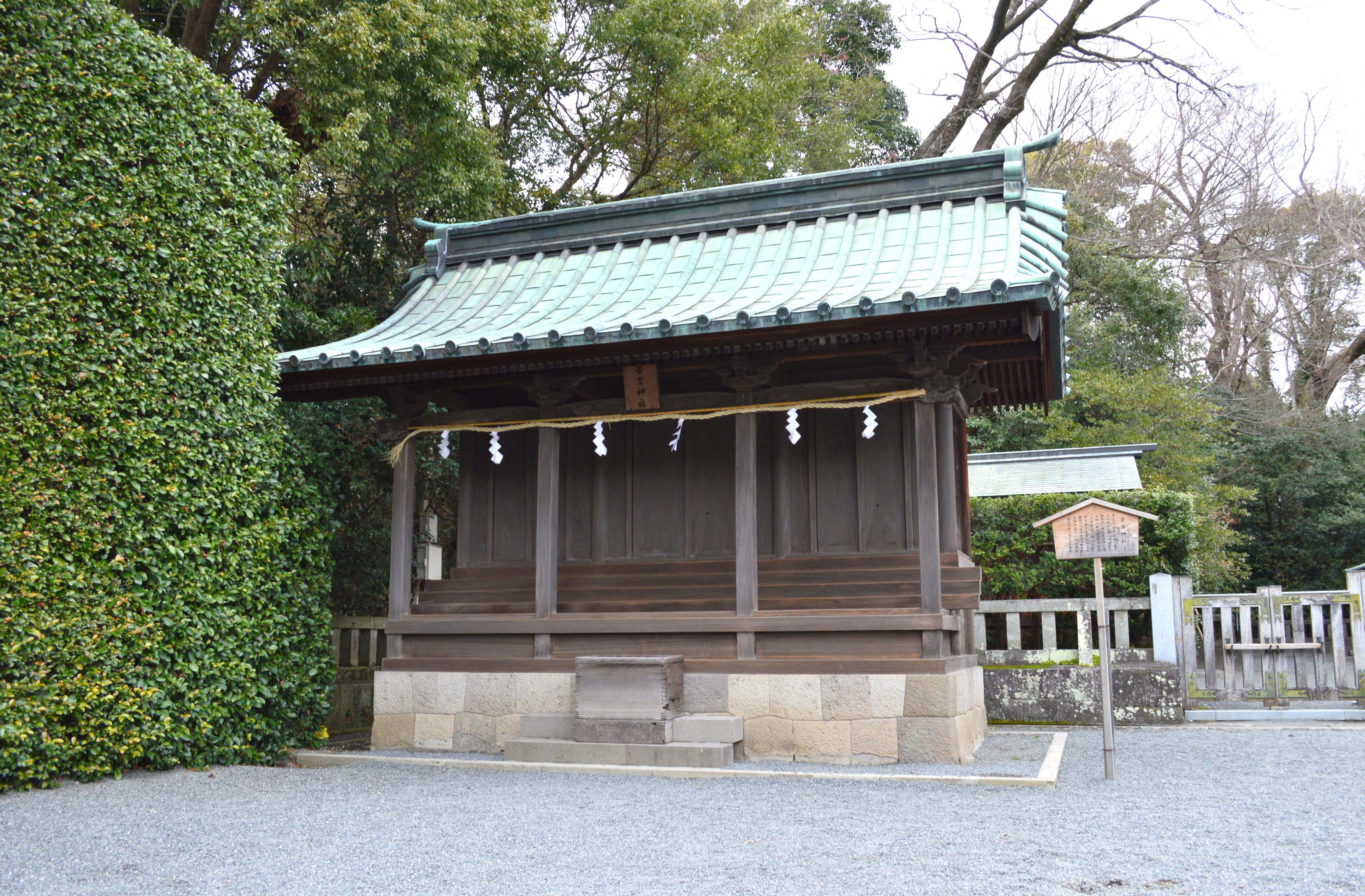
若宮神社
- 祭神：物忌奈乃命（ものいみなのみこと）、誉田別命（ほんだわけのみこと、応神天皇）、神功皇后、妃大神
- 社格：神階帳「正五位上 第三王子并十八所御子達」、伊豆国元二宮
- 例祭：8月15日 - 本社例祭の前日。

「わかみやじんじゃ」。古くは「八幡宮」「若宮八幡宮」「若宮社」等とも称された。祭神の物忌奈乃命は三嶋神の御子神で、神津島の物忌奈命神社の祭神である。
古くは「元ツ神」と呼ばれた地主神で、大社西の二ノ宮町に鎮座したという（西若町の若宮神社付近と推定。移転時期不明）。社家は西大夫で、『吾妻鏡』では「二宮八幡宮」に料所を付す記事が見える。鎌倉時代中期の西大夫没落とともに衰退、のち「若宮」と称されるようになり、さらに大社境内に遷された。この遷座とともに三宮の浅間神社が二宮に格上げされたという。現在の社殿は慶応4年（1868年）8月20日の再建。
社地移転に関する伝承として、三嶋神が地主神の若宮八幡に藁一把分だけの土地を譲るよう頼み、若宮八幡が了承すると、三嶋神は藁束を解いて一本ずつ輪にして広大な社地を占有するに至ったと伝わる。

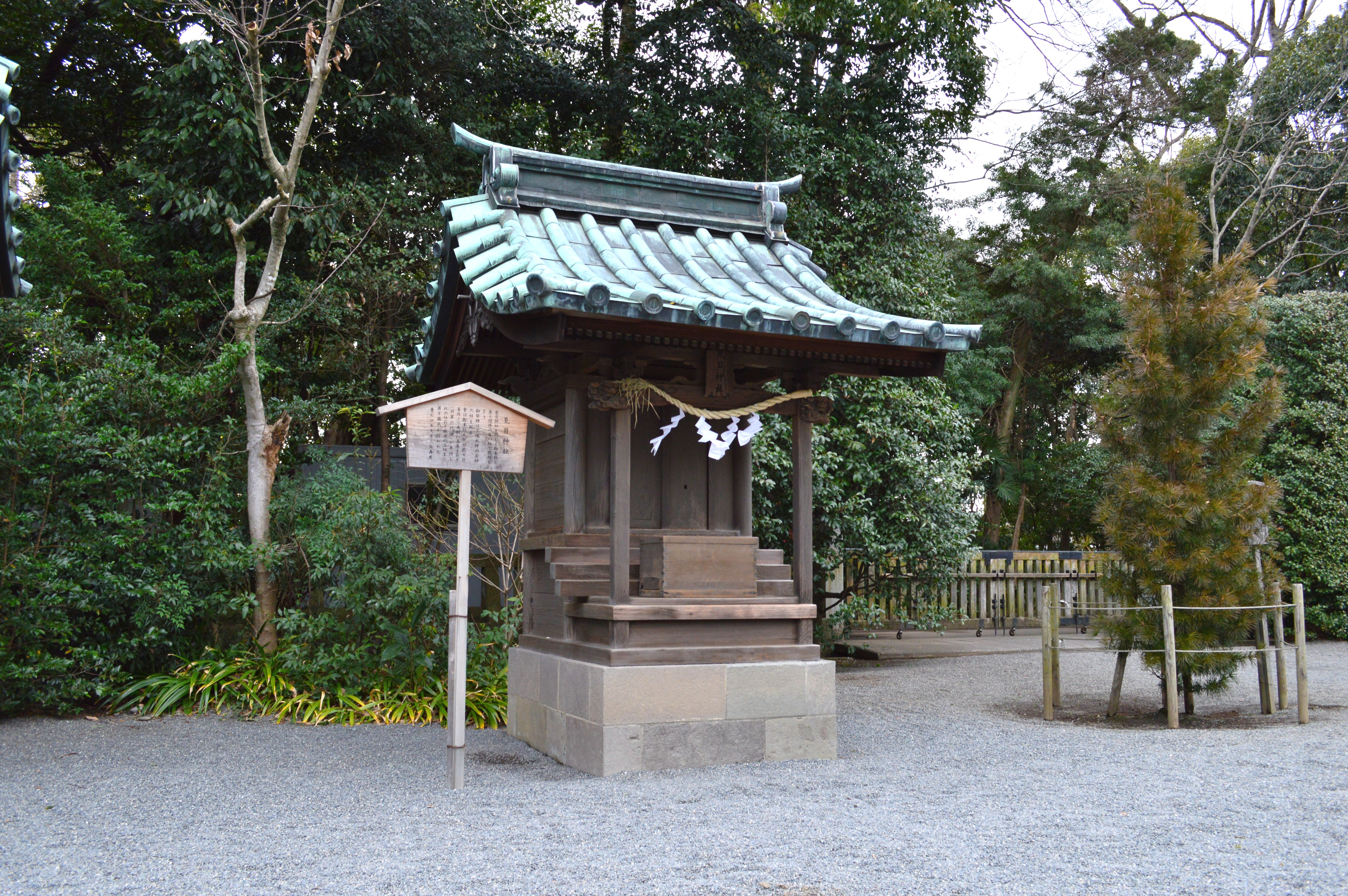
見目神社
- 祭神：波布比売命、久爾都比咩命、伊賀牟比咩命、佐伎多麻比咩命、伊波乃比咩命、優波夷命 - 三嶋神の后神6柱。総称して「見目6柱」とも。
- 例祭：11月14日

「みるめじんじゃ」。6柱は三嶋神の后神で、「見目（みめ）」とは「御妃（みめ）」を意味するともいわれる。古くは、本社例祭の前々日に幕府から奉献された玉簾を見目神社の前で渡す儀礼が行われたという。現在の社殿は慶応4年（1868年）9月3日の再建。

### 末社

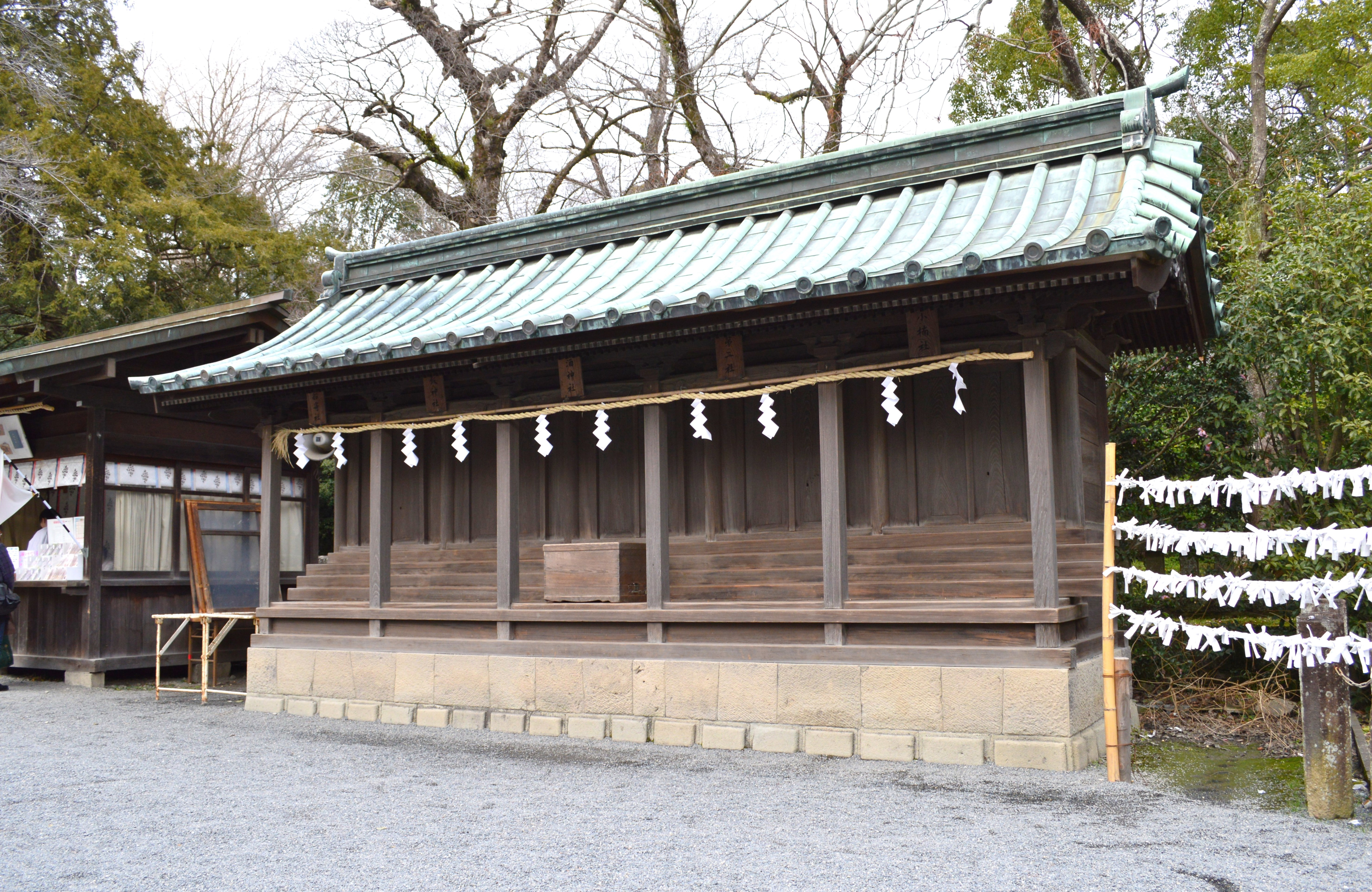
東五社
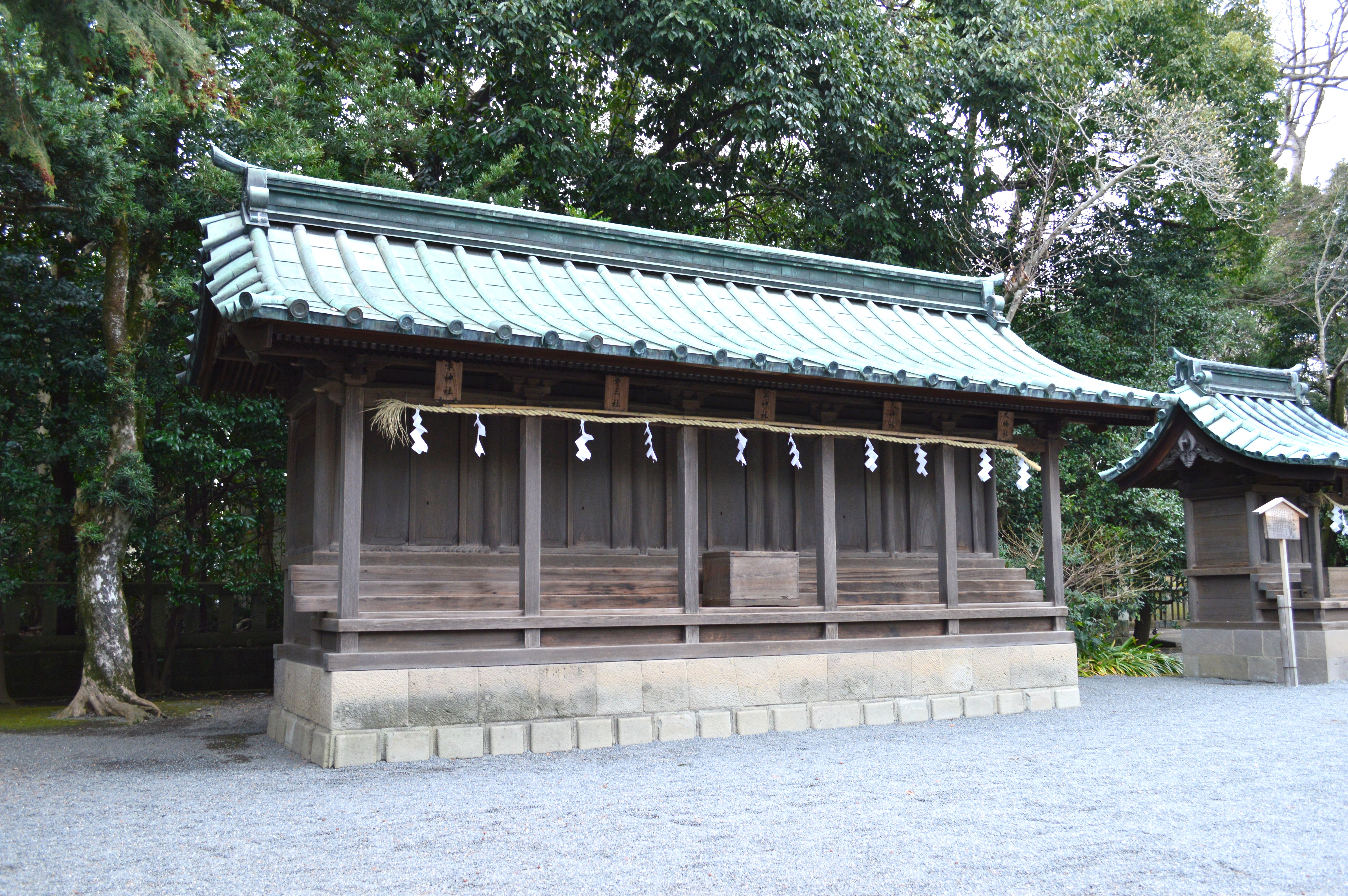
西五社
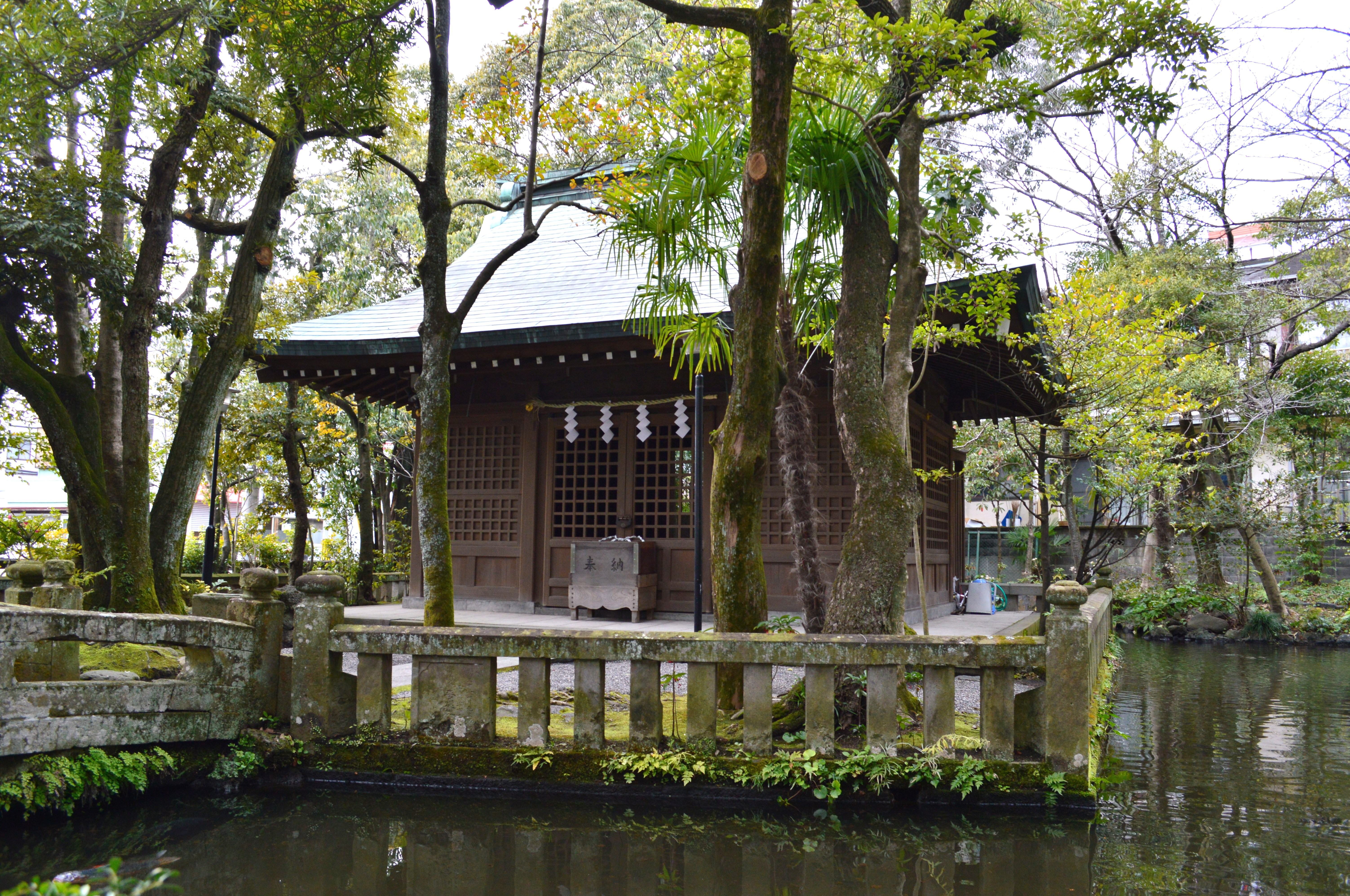
祓戸神社
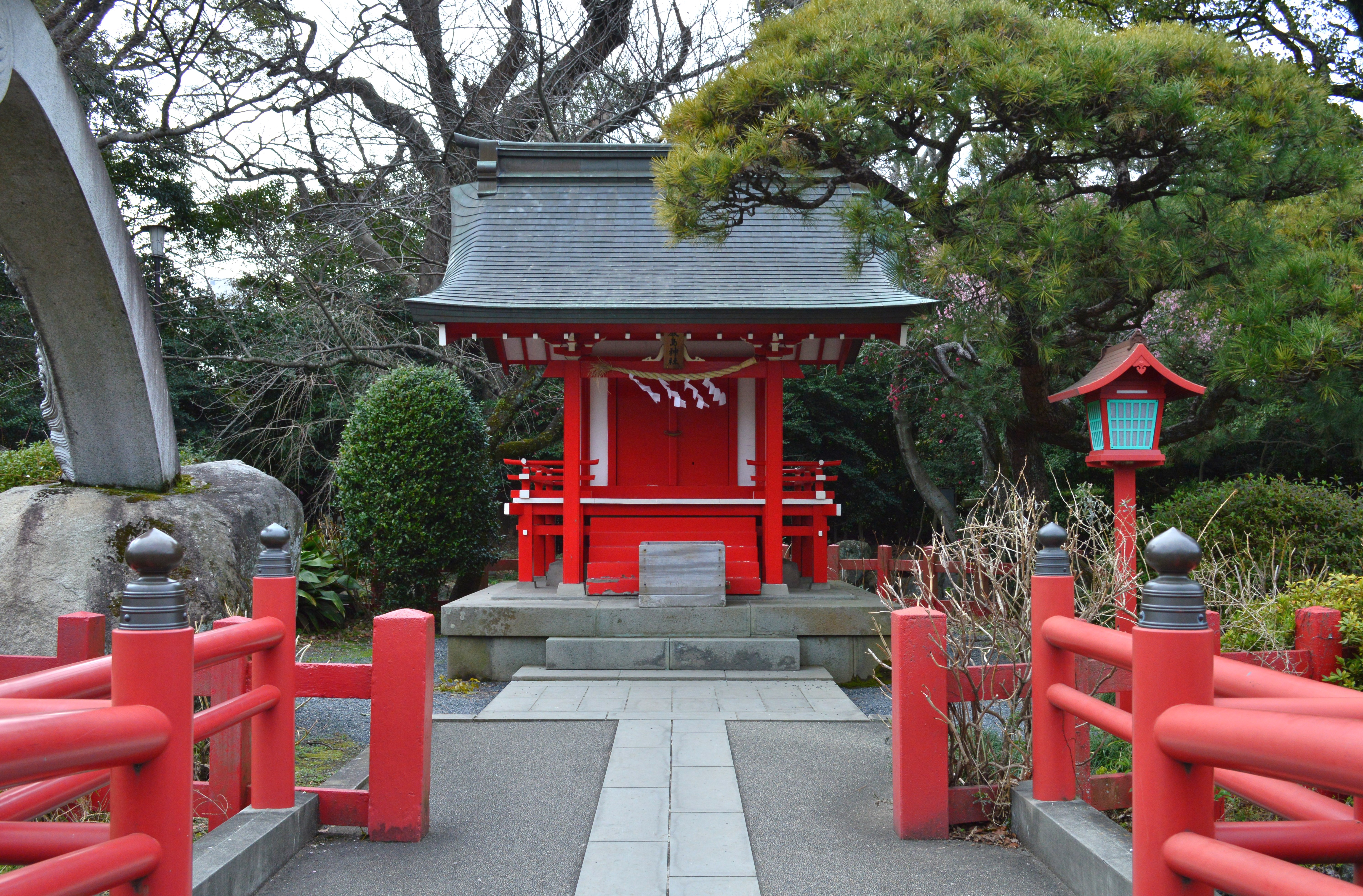
厳島神社
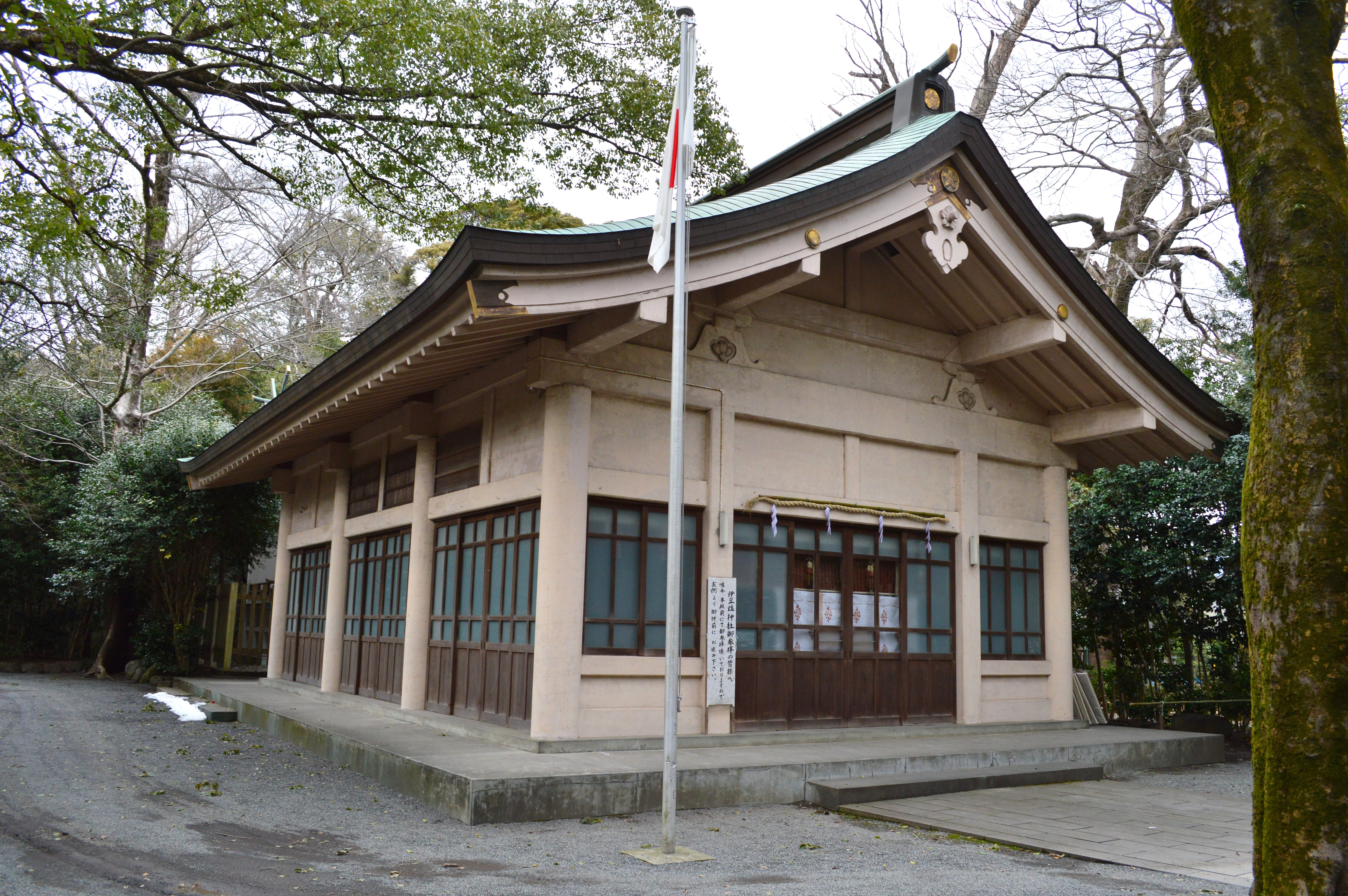
伊豆魂神社

東五社
舞殿の東方に鎮座し次の5社を祀る。祭神はいずれも不詳。
- 大楠社 - 例祭は3月15日、11月15日。
- 天神社 - 三嶋神御子神か。
- 聖神社
- 第三社 - 三嶋神御子神。
- 幸神社

西五社
舞殿の西方に鎮座し次の5社を祀る。東五社同様、祭神は不詳。
- 船寄社
- 飯神社 - 三嶋神御子神。例祭は1月1日。
- 酒神社 - 三嶋神御子神。例祭は1月3日。
- 第二社 - 三嶋神御子神。
- 小楠社

祓戸神社
- 祭神：瀬織津姫神、速開都姫神、気吹戸主神、速佐須良姫神 - 祓戸四神。
- 例祭：6月30日、12月31日

「はらえどじんじゃ」。通称「浦島さん」。境内西方、桜川が流れ込む池中の島に鎮座する。当社は国司によってこの地に奉斎され、国司の大社参拝の際は必ず当地で祓いを行なったという。『一遍聖絵』では相当な規模の社殿が描かれている。現在の社殿は昭和11年（1936年）7月8日の改築。本殿は春日造、拝殿は入母屋造。
厳島神社
- 祭神：市杵嶋姫命。
- 例祭：1月1日

境内南方の神池中の島に鎮座する。北条政子の勧請と伝える。
伊豆魂神社
「いづたまじんじゃ」。伊豆出身の戦没者2372柱を祀る。
- 東五社
- 西五社
- 祓戸神社
- 厳島神社
- 伊豆魂神社

### 元摂末社
かつて三嶋大社に属した摂末社。下記はいずれも大社境外に所在する元摂社で、現在は独立する。
三嶋大社の元摂社（以下で全てであるかは不明）。
浅間神社
- 鎮座地：三島市芝本町6-3（北緯35度7分22.97秒 東経138度54分49.13秒 / 北緯35.1230472度 東経138.9136472度）
- 祭神：木花開耶姫命、波布比売命（相殿神に瓊々杵命、火明命、火蘭降命、彦火々出見命の4柱）
- 社格：神階帳「正一位 千眼大菩薩」、伊豆国三宮のち二宮
- 式内社の火牟須比命神社（熱海市の伊豆山神社摂社の雷電神社か）遥拝所か

「せんげんじんじゃ」。古くは三嶋大社八所別宮の1所であった。式内社「伊賀牟比売命神社」論社に挙げられるが、有力視はされていない。伊豆山神社の本地仏・十一面千手千眼観音の仏名「せんげん」から「浅間」の神名に転訛したとされる。この浅間神社は元は三宮であったが、二宮八幡宮が大社境内に遷座してのち二宮になったという。例祭は7月15日・16日。
六所王子神社
- 鎮座地：三島市日の出町6-90（北緯35度7分15.78秒 東経138度55分21.90秒 / 北緯35.1210500度 東経138.9227500度）
- 祭神：三嶋神の御子神6柱
- 社格：神階帳「従五位上 六所王子」

「ろくしょおうじじんじゃ」。神名は詳らかでなく、三嶋神の御子神であるとのみ伝えられる。
楊原神社
- 鎮座地：三島市北田町4-7（北緯35度7分4.80秒 東経138度55分5.84秒 / 北緯35.1180000度 東経138.9182889度）
- 祭神：事代主命、大山祇命
- 社格：神階帳「従一位 やきわらの明神」、伊豆国三宮か
- 名神大社の楊原神社（沼津市）遥拝所か

「やなぎはらじんじゃ」。古くは三嶋大社八所別宮の1所であった。一説に、楊原神社の地が駿河国に編入されたことにより中島に遷祀、のち同所に徳川家光が御殿を営むにあたって現在地に遷座したともいう。境内には三島七石の1つ「蛙石」がある。例祭は7月5日。
広瀬神社
- 鎮座地：三島市一番町19（楽寿園内、北緯35度7分21.48秒 東経138度54分42.80秒 / 北緯35.1226333度 東経138.9118889度）
- 祭神：倉稲魂命
- 社格：神階帳「従一位 廣瀬明神」、伊豆国四宮
- 式内社の広瀬神社（伊豆の国市）遥拝所か

「ひろせじんじゃ」。楽寿園内の池中の島に鎮座する。一帯が小松宮の別邸になったので一時は浅間神社境内に遷座したが、のち楽寿園が公園になるとともに園内に再建された。例祭は7月14日（楽寿園の公園記念日）。
日隅神社
- 鎮座地：三島市大社町8-12（北緯35度7分12.06秒 東経138度55分18.85秒 / 北緯35.1200167度 東経138.9219028度）
- 祭神：大己貴命
- 社格：神階帳「正五位上 角の明神」、伊豆国五宮か

「ひすみじんじゃ」。古くは三嶋大社八所別宮の1所であった。例祭は5月15日。
天神社
- 鎮座地：三島市川原ヶ谷和田51（北緯35度7分30.89秒 東経138度55分36.00秒 / 北緯35.1252472度 東経138.9266667度）
- 祭神：少彦名命（配祀に誉田別尊、愛宕神、宇賀魂神、大山祇神）
- 社格：神階帳「正一位 天満天神」
- 名神大社の物忌奈命神社（神津島）遥拝所か

「てんじんじゃ」。明治24年（1891年）に付近の八幡社・愛宕社・稲荷社・山神社を合祀。例祭は9月25日。
若宮神社
- 鎮座地：三島市西若町8-7（北緯35度7分16.34秒 東経138度54分22.44秒 / 北緯35.1212056度 東経138.9062333度）
- 祭神：誉田別命
- 社格：旧村社

「わかみやじんじゃ」。国司勧請の八幡神社であるといい「若宮八幡宮」と称された。境内摂社の若宮神社との関係は不詳（『増訂豆州志稿』では言及なし）。大正11年（1922年）、同じく国司勧請と伝えられていた天神社を合祀（現在は境内社）。例祭は5月15日・16日。
賀茂川神社
- 鎮座地：三島市加茂川町17-21（北緯35度7分40.81秒 東経138度55分15.90秒 / 北緯35.1280028度 東経138.9210833度）
- 祭神：素盞鳴男命ほか10柱
- 社格：旧村社

「かもがわじんじゃ」。古くは「祇園社」と称された。大正4年（1915年）に宮町の十柱神社を合祀し「賀茂川神社」と改称した。三嶋大社及び三島宿の鬼門（東北）の神として崇敬される。7月8日に三嶋大社の舞殿に渡御し、7月15日に三島の悪疫除を行う神事が古くから行われている。例祭は4月10日。
多賀神社
- 鎮座地：三島市谷田164（北緯35度7分0.55秒 東経138度55分44.27秒 / 北緯35.1168194度 東経138.9289639度）
- 祭神：伊弉諾尊

「たがじんじゃ」。古くは「田川神社（田河神社）」とも。例祭は10月15日。
右内神社
- 鎮座地：三島市梅名1（北緯35度5分39.45秒 東経138度55分48.65秒 / 北緯35.0942917度 東経138.9301806度）
- 祭神：櫛石窓命（配祀に9柱）
- 社格：神階帳「従四位上 河原の明神」論社、旧村社

「うないじんじゃ」。式内社「阿米都瀬気多知命神社」または「伊波氐別命神社」の論社に挙げられるが、有力視はされていない。左内神社とともに三嶋大社の御門守護神。両社は下田街道の左右に鎮座したという。例祭は10月18日。
左内神社
- 鎮座地：三島市中島字西310-2（北緯35度5分39.75秒 東経138度55分55.83秒 / 北緯35.0943750度 東経138.9321750度）
- 祭神：阿米都瀬気多知命
- 社格：式内社「阿米都瀬気多知命神社」論社、式内社「父梨神社」論社、旧村社

「さないじんじゃ」。右内神社とともに三嶋大社の御門守護神。もとは中島字園田に鎮座したが、明治19年（1886年）の火災により現在地に遷座した。例祭は7月17日。

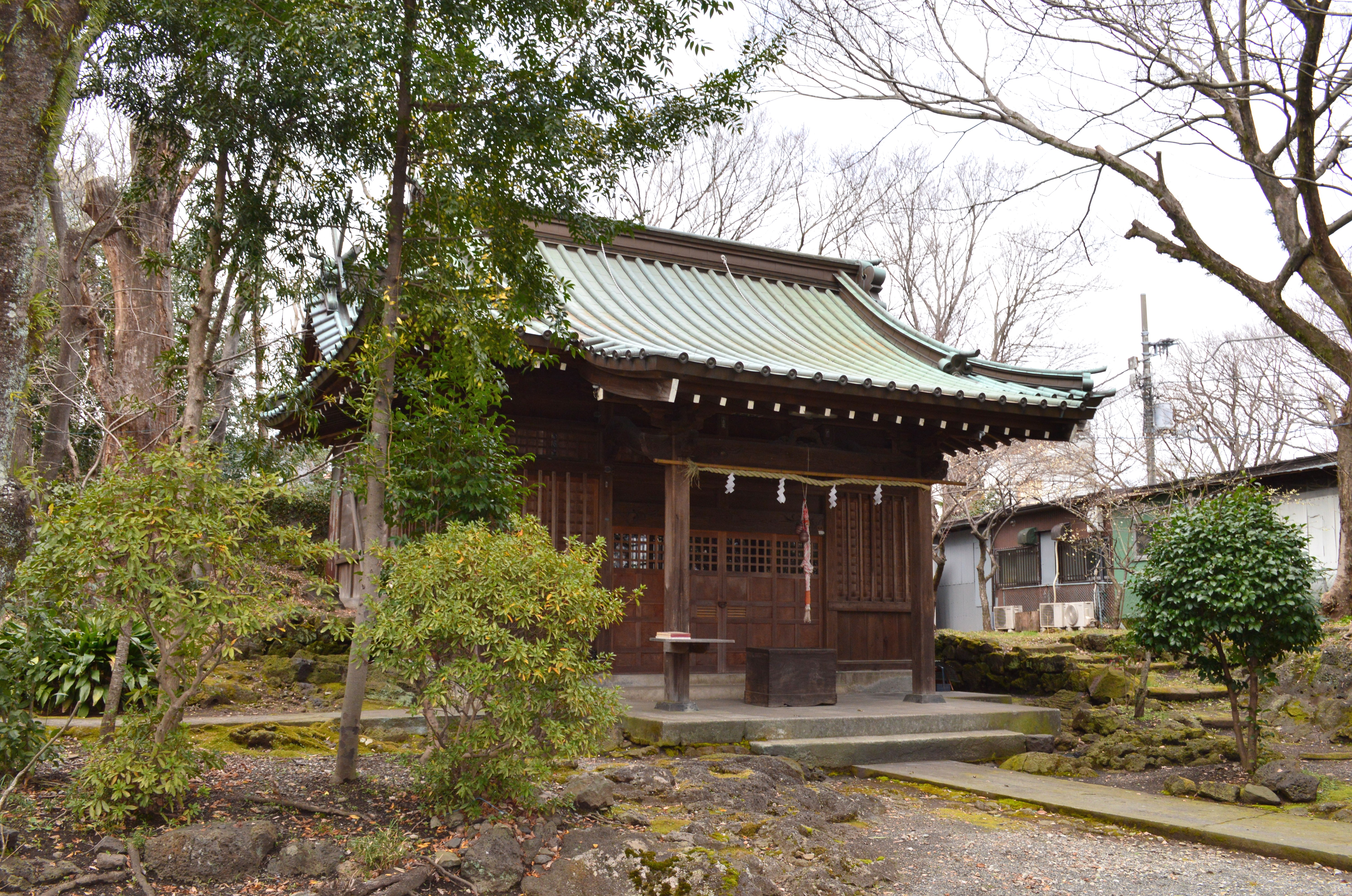
浅間神社（芝本町） 伊豆国三宮のち二宮。
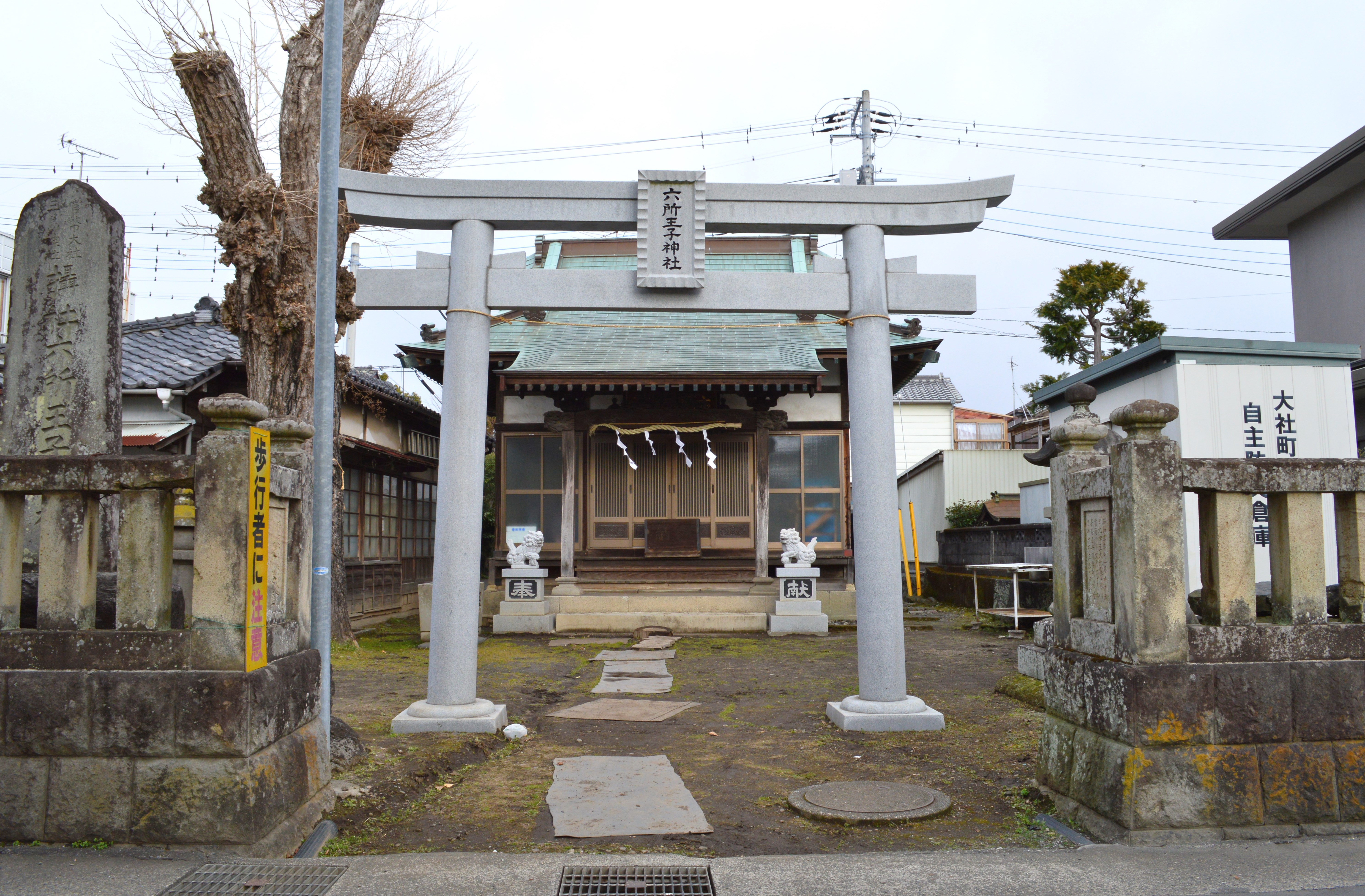
六所王子神社（日の出町）
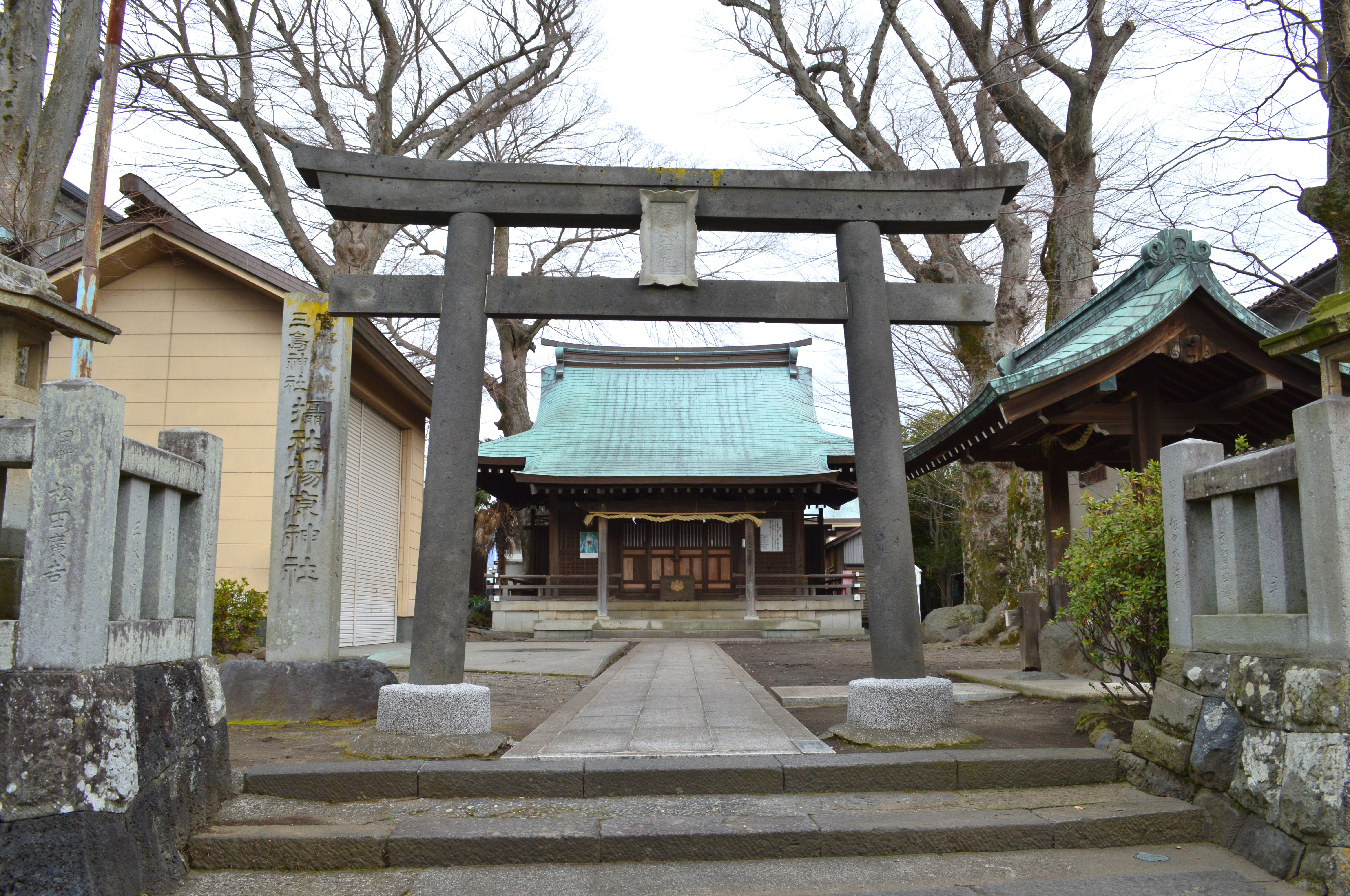
楊原神社（北田町） 伊豆国三宮か。
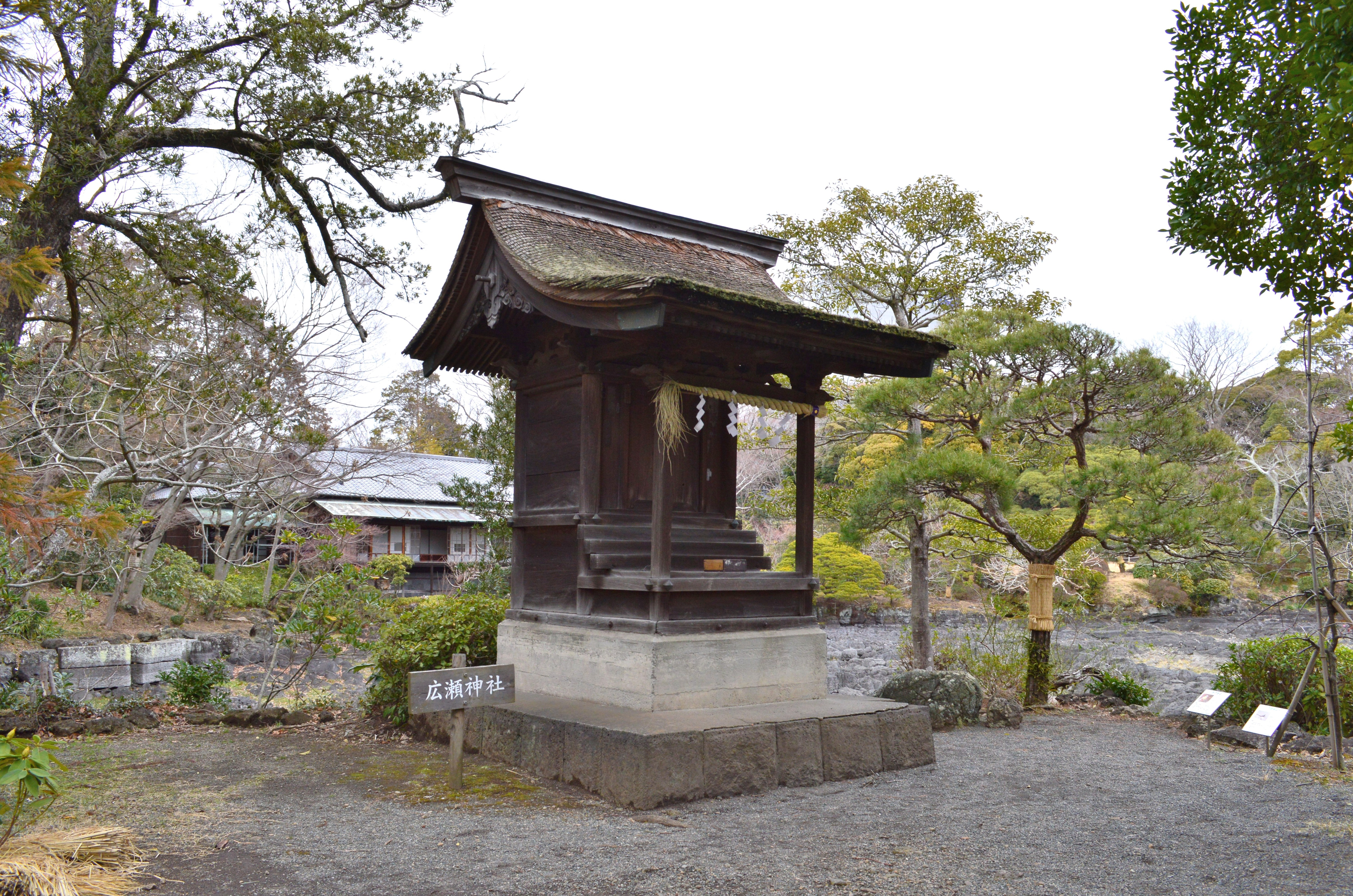
広瀬神社（一番町） 伊豆国四宮。
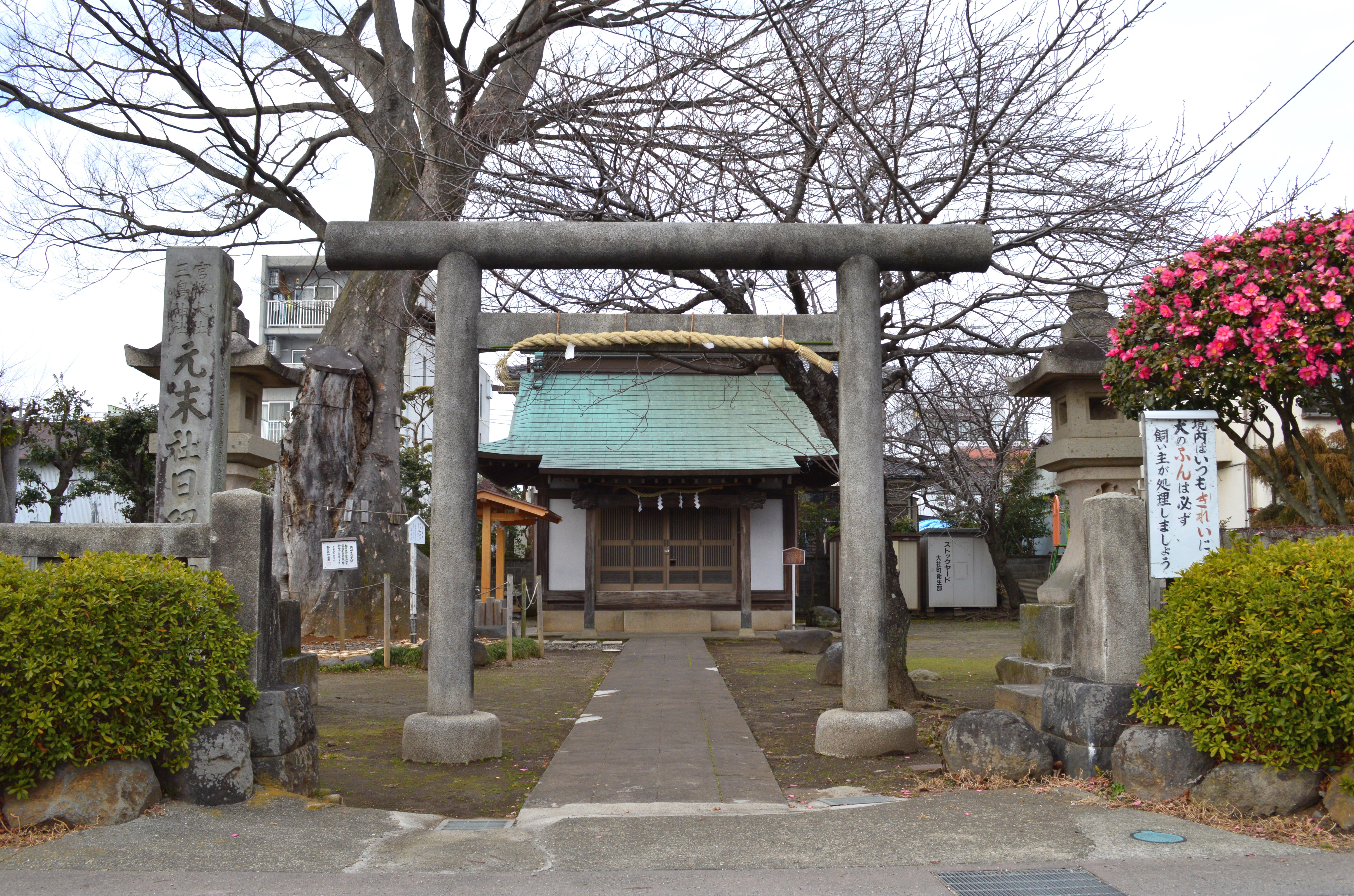
日隅神社（大社町） 伊豆国五宮か。
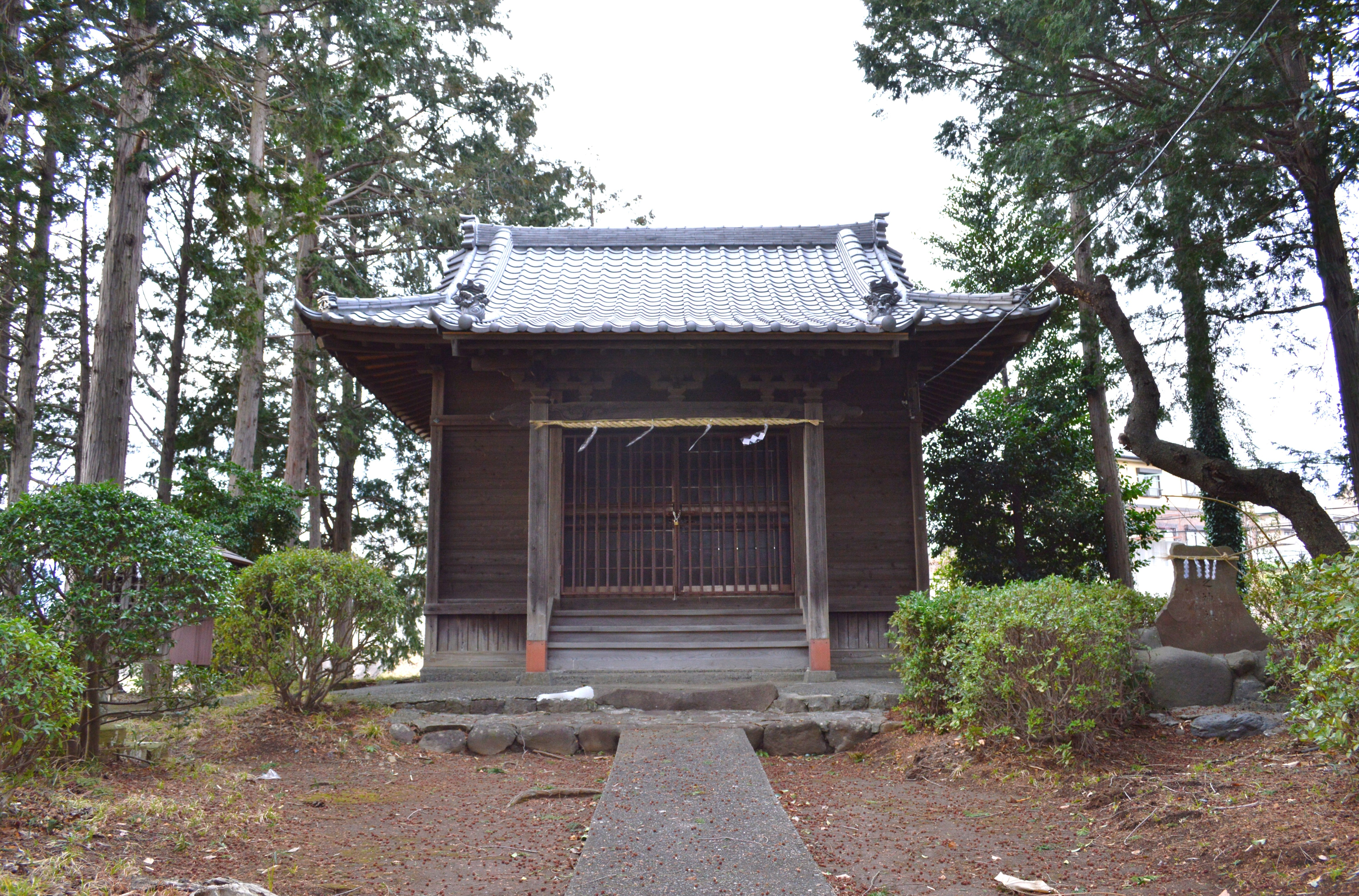
天神社（川原ヶ谷）
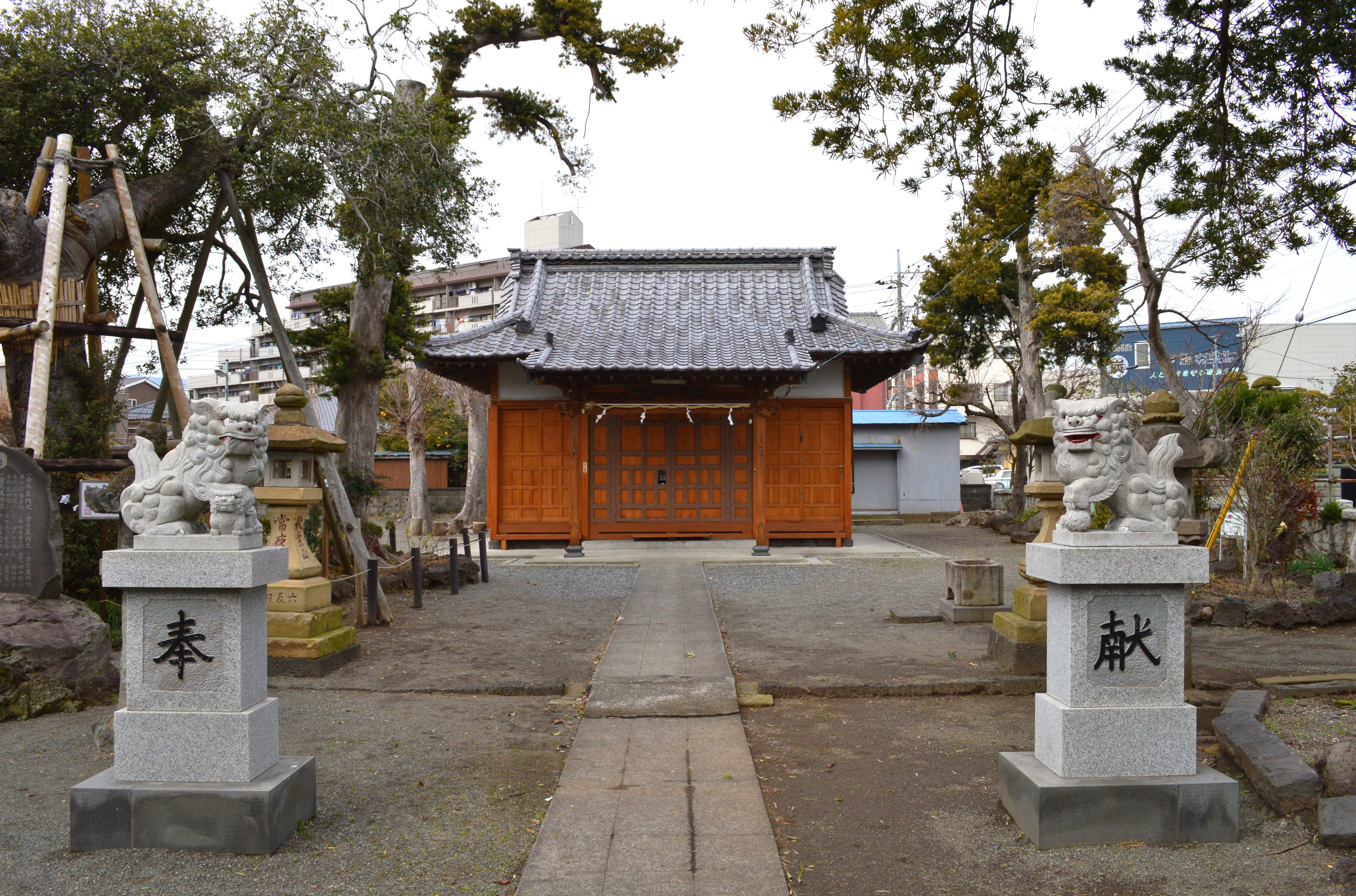
若宮神社（西若町）
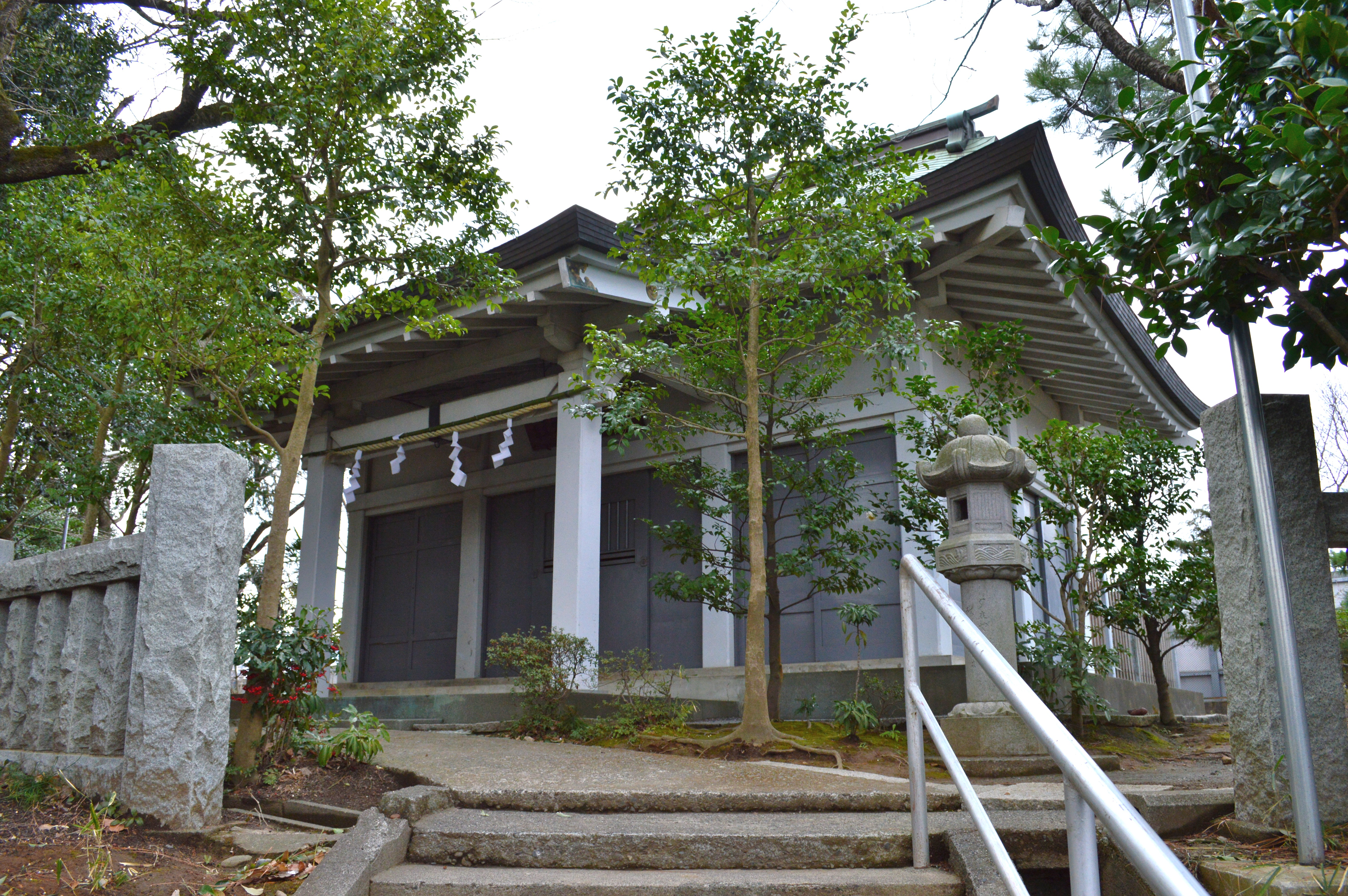
賀茂川神社（加茂川町）
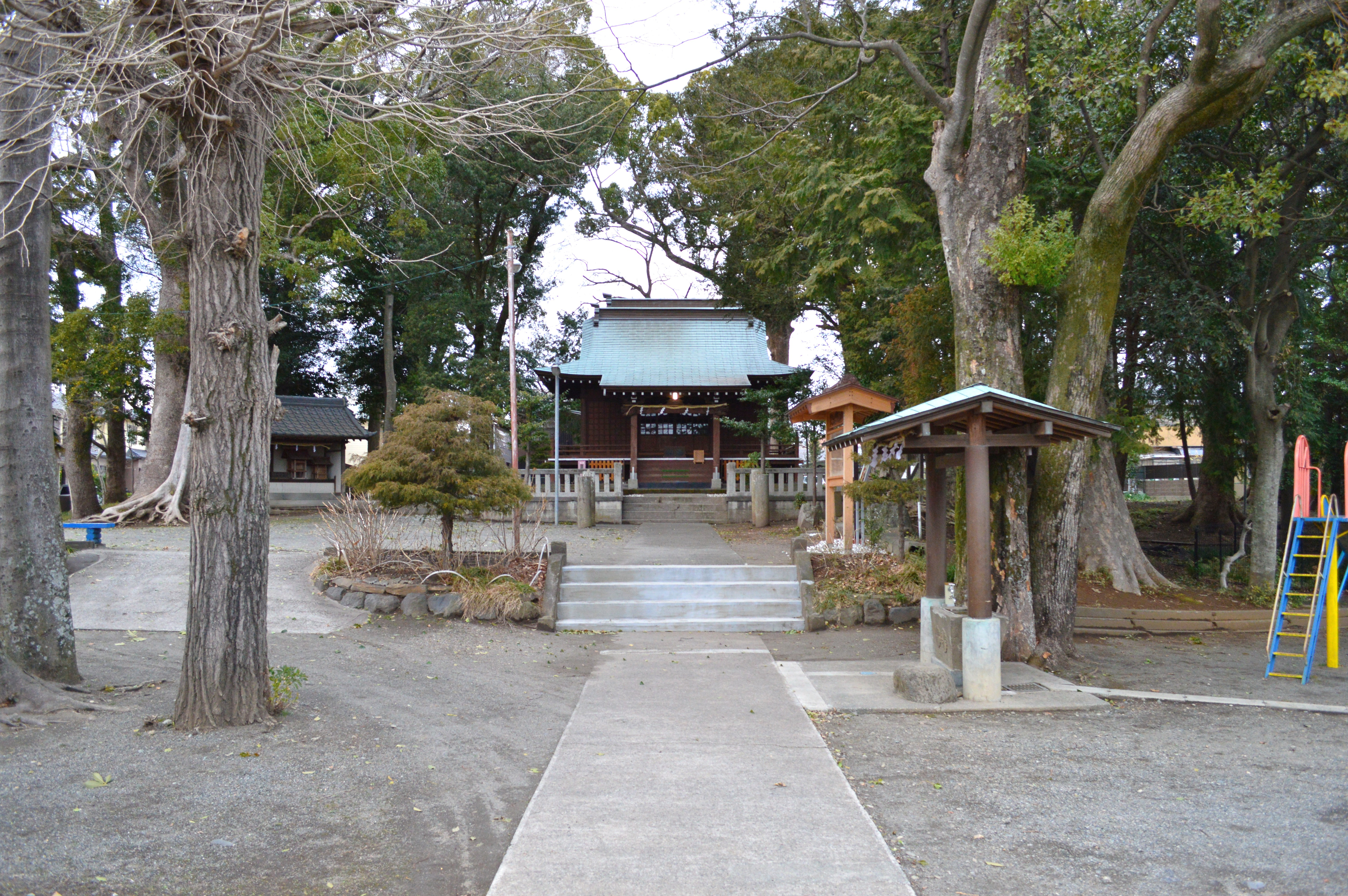
右内神社（中島）
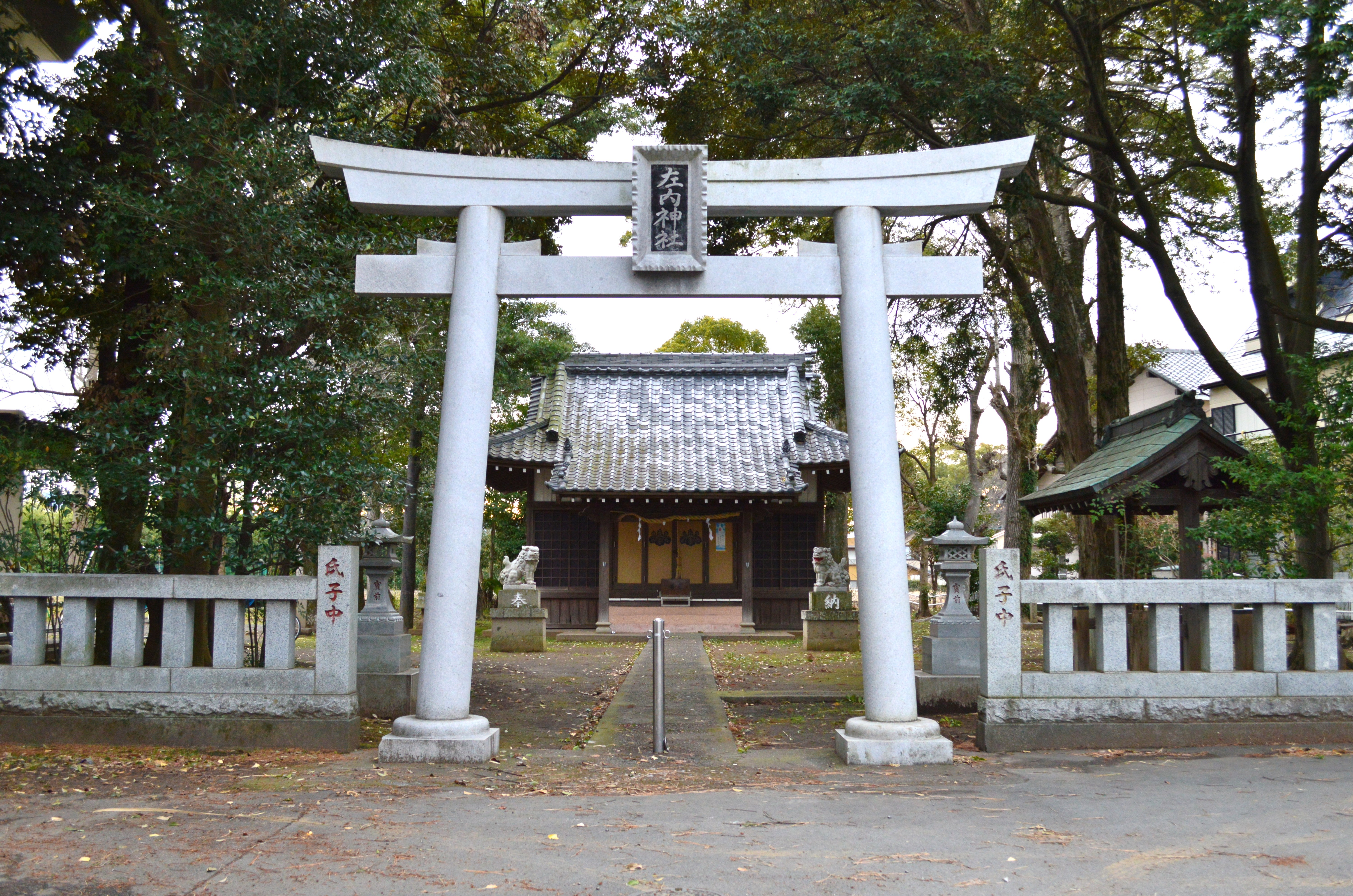
左内神社（梅名）

## 祭事

### 年間祭事
三嶋大社の年間祭事一覧。
- 毎月
  - 月次祭 （1日、16日）
- 1月
  - 開運祈祷祭、歳旦祭、飯神社例祭、厳島神社例祭 （1月1日）
  - 元始祭、酒神社例祭 （1月3日）
  - 昭和天皇祭遥拝、田祭（お田打神事） （1月7日）
  - 小豆粥祭 （1月15日）
  - 奉射祭 （1月17日）
  - 崇敬会新年祭 （不定日）
- 2月
  - 節分祭、追儺祭（鳴弦式） （節分の日）
  - 立春祭 （立春の日）
  - 針感謝祭 （2月8日）
  - 紀元祭 （2月11日）
  - 祈年祭 （2月17日）
- 3月
  - 桃節句祭 （3月3日）
  - 春季皇霊祭遥拝 （春分の日）
  - 神鹿記念祭 （3月22日）
  - 交通安全祈願祭 （3月31日）
- 4月
  - 神武天皇祭遥拝 （4月3日）
  - 明神講講社祭 （4月3日-7日）
  - 稚児健康祈願祭 （4月3日、5日）
  - 鎮花祭 （4月9日）
  - 敬老祭 （4月11日）
  - 水産祭 （4月13日）
  - 見目神社例祭 （4月14日）
  - 大楠神社例祭 （4月15日）
  - 酉祭 （4月16日）
  - 昭和祭 （4月29日）
  - 崇敬会大祭 （不定日）
- 5月
  - 端午祭・命名児健康祈願祭 （5月5日）
- 6月
  - 大祓式、大祓祈願祭、祓戸神社例祭 （6月30日）
- 7月
  - 八坂神社招神祭 （7月8日）
  - 八坂大神渡御祭、八坂大神還御祭 （7月15日）
- 8月
  - 若宮神社例祭、菅奉納祭、宵宮祭 （8月15日）
  - 例祭、手筒花火神事 （8月16日）
  - 崇敬会大祭、流鏑馬神事、後鎮祭 （8月17日）
- 9月
  - 秋季皇霊祭遥拝 （秋分の日）
  - 木犀の夕祭 （不定日）
- 10月
  - 神嘗奉祝祭 （10月17日）
- 11月
  - 明治祭 （11月3日）
  - 見目神社例祭 （11月14日）
  - 七五三祈祷祭、大楠神社例祭 （11月15日）
  - 酉祭 （11月16日）
  - 恵比須講祭 （11月20日）
  - 新嘗祭 （11月23日）
- 12月
  - 天長祭 （12月23日）
  - 大祓式、大祓祈願祭、祓戸神社例祭、古札焼納祭、除夜祭 （12月31日）

### 例祭
- 若宮神社例祭、菅奉納祭、宵宮祭 （8月15日）
- 例祭、手筒花火神事 （8月16日）
- 崇敬会大祭、流鏑馬神事、後鎮祭 （8月17日）

三嶋大社の例祭（れいさい）は、毎年8月16日に行われる。例祭自体は16日であるが、各種神事が15日の摂社・若宮神社の例祭に始まって17日まで執り行われる。三嶋大社では古くから4月・8月・11月の2の酉日に大祭が行われたが、明治に入って特に8月の祭が例祭に定められた。4月・11月の祭は、現在も「酉祭」として続いている。8月15日から17日の3日間は三島市内でも「三島夏祭り」と称して、源頼朝の出陣を模した行列が催されるほか、山車が出て「三島囃子（みしまばやし）」（静岡県指定無形民俗文化財）が披露されるなど最も賑わいを見せる。

### 特殊神事
お田打ち神事
1月7日。正月に五穀豊穣を祈る予祝神事。本殿で「田祭」を行なったのち舞殿で行う。神事では舞殿中央に荒むしろを敷いて田所とし、田打に始まって種蒔きや鳥追いまでを模擬的に演じる。終盤では雷鳴として太鼓を鳴らして夕立に遭う所作を行う（雨乞いを意味する）。この神事から、三嶋神に農耕神の性格を見る指摘もある。神事は静岡県指定無形民俗文化財に指定されている。
粥占神事
1月15日。「かゆうらしんじ」。年頭に作物の収穫を占う神事。神事の前には「小豆粥祭」として、小豆の粥の中に餅を割り入れて各種神饌と共に供える祭を行う。そして粥占として、この粥の中に作物の名前を書き込んだ篠竹の筒を入れて炊き、竹筒への粥の入り具合から作物の収穫占いを行う。
奉射神事
1月17日。「ほうしゃしんじ」。年頭に悪病退散を祈る神事。本殿で「奉射祭」を行なったのち射場で行う。神事では大的に矢を放って平穏を祈る。神事の後に大的を破り取って災難除けのお守りとする習わしがある。
鳴弦式
節分の日。「めいげんしき」。悪霊退散を祈る神事。本殿で「追儺祭」を行なったのち舞殿で行う。神事では舞殿中央に祭壇を設け、祝詞奏上ののち弓の弦を鳴らす。これによって邪気が祓われるとする。
流鏑馬神事
8月17日（例祭翌日）。天下泰平・五穀豊穣を祈り流鏑馬を奉納する神事。神事は平安時代から続くといい、記録では源頼朝が文治元年（1185年）6月に流鏑馬を奉納したことが見える。古くは4月・8月の酉祭と6月20日の年3回行われたというが、明治初年に廃絶した。その後昭和59年（1984年）に再興されて現在に至っている。

## 文化財

### 国宝

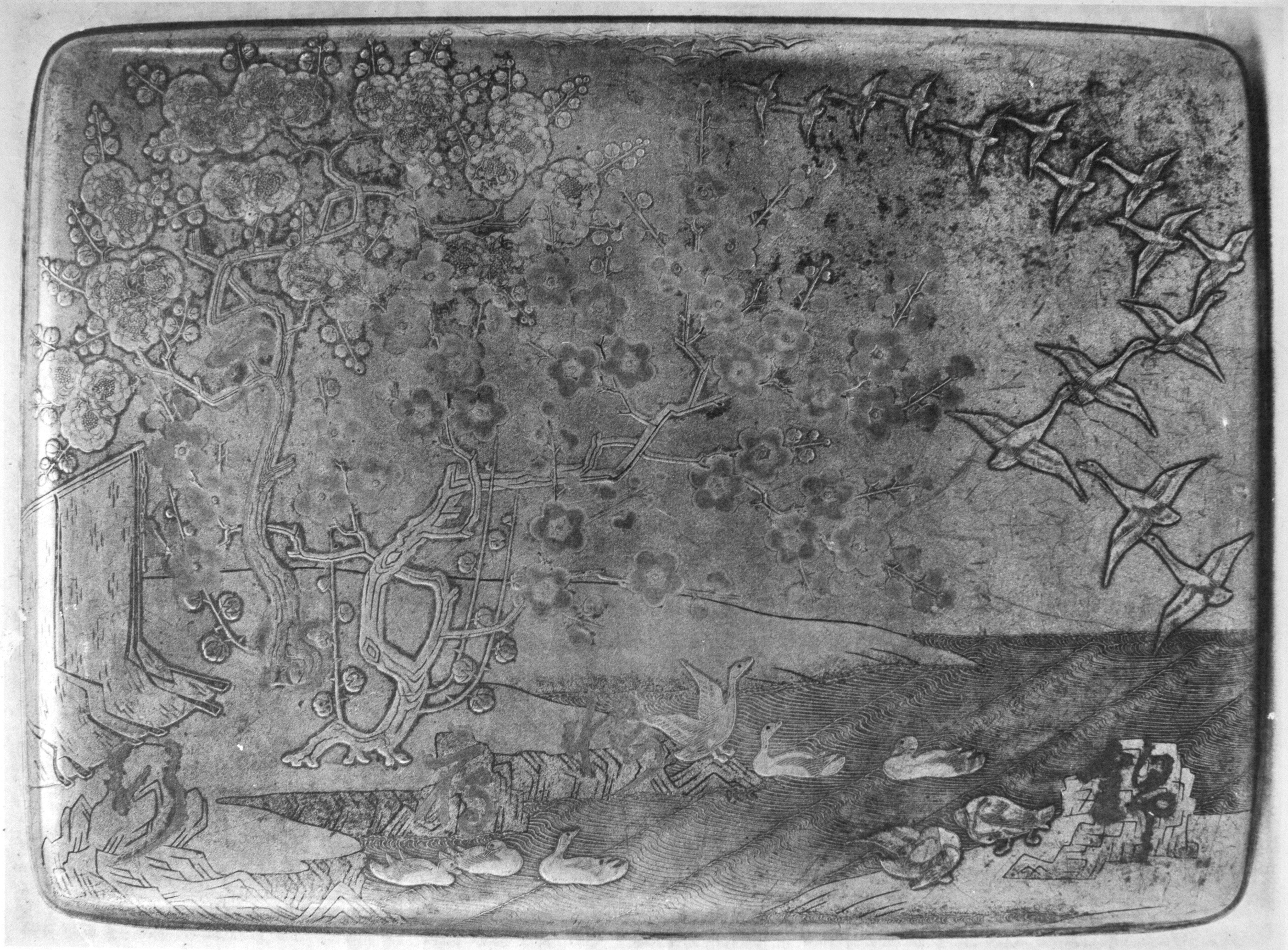
梅蒔絵手箱（蓋表）（国宝）

- 梅蒔絵手箱 一具（工芸品）
鎌倉時代、源頼朝の妻・北条政子の奉納と伝わる手箱。縦25.8センチメートル、横34.5センチメートル、高さ19.7センチメートルで、代表的な鎌倉時代の蒔絵工芸品である。合口造の箱で、蓋には甲盛りがあり、典型的な鎌倉期の手箱の器形を示す。蓋表と身側面には沃懸地（いかけじ）[注 9]に梅樹、几帳、飛雁、水禽などを高蒔絵で表し、梅花には銀の平文（ひょうもん）[注 10]を用いる。蓋表には図中にまぎれるように銀の平文で「榮・傳・錦・帳・雁・行」の6文字が散らされているが、これは白居易（白楽天）が友と昇進を遂げた慶びを綴った漢詩（『白氏文集』所収）の詩意を表したものであり、「榮傳錦帳花聯萼 彩動綾袍雁趁行」（栄は錦帳を伝え花は萼を聯（つら）ねたり、彩は綾袍を動かし雁は行を趁（お）う」という詩句に由来する。
手箱内には以下の内容品（化粧道具）一式が納められており、これらも箱とともに国宝に指定されている。
白銅鏡 1面、蒔絵鏡箱 1合、蒔絵歯黒箱 2合、蒔絵白粉箱 1合、蒔絵薫物箱 2合、螺鈿櫛 18枚、螺鈿櫛残欠 4枚、平元結 2本、銀軸紅筆 1本、銀軸眉作 1本、銀鋏 1箇、銀鑷 1箇、銀笄 1本、銀髪飾 4枚（附：銀菊形鋺 1口、金銅扇形箱 1合、金銅菊文箱 1合、組紐残欠 1綴、袋残欠 1綴）
この手箱は、鎌倉期に盛行する高蒔絵の技法を駆使したこの時代を代表する漆工芸品であり、内容品を存する手箱としては現存最古のものである。明治33年4月7日に当時の古社寺保存法に基づき国宝に指定、昭和27年11月22日に文化財保護法に基づき国宝に指定[93][94][95][96][97]。
現在は東京国立博物館に寄託中で、三嶋大社宝物館には3年半かけて再現された復元品が展示されている。

### 重要文化財（国指定）
- 本殿、幣殿及び拝殿（附 棟札1枚）（建造物）
江戸時代末期の造営。平成12年5月25日指定[98][57]。
- 太刀 銘宗忠（工芸品）
鎌倉時代初期、備前国福岡一文字派の宗忠による作刀。刃長81.8センチメートルで、平安時代末期の風潮を残す。本刀は、明治20年に旧宮内省から三嶋大社に寄進されたものである｡ 明治45年2月8日指定[99][100][101]。
- 短刀 銘三嶋大明神他人不与之 貞治三年藤原友行（工芸品）
南北朝時代、貞治3年（1364年）の作刀。明治44年4月17日指定[102]。昭和23年に盗難[注 11]。
- 脇差 銘相模国住秋義伊豆三嶋大明神奉拝 佐藤松千代貞成（工芸品）
南北朝時代、相模国の刀工・秋義による作刀で、佐藤貞成による奉納。大正9年4月15日指定[103][104][105]。
- 紙本墨書般若心経 源頼家筆（書跡）
鎌倉時代、建仁3年（1203年）8月10日に鎌倉幕府第2代将軍・源頼家が奉納したもの。頼家は将軍に就任したものの政争の中で病床につき、平癒祈願としてこの般若心経を筆写・奉納したとされる。現存では唯一の頼家自筆の書とされる。平成6年6月28日指定[106][107][108]。
- 三嶋大社矢田部家文書 592通（古文書）
三嶋大社とその宮司家の矢田部家に伝わる、平安時代から江戸時代にかけての古文書群。三嶋大社所蔵分155通、矢田部家所蔵分437通からなるが、一括で指定されている。中世では鎌倉時代の源頼朝・北条時政、南北朝時代の足利尊氏・足利直義といった主立つ武将の文書が見える。また近世では、三嶋大社境内や三島地域の変遷を伝える。平成6年6月28日指定[109][110][111]。

### 国の天然記念物
- 三島神社のキンモクセイ - 昭和9年5月1日指定[112][62]。

### 静岡県指定文化財
- 有形文化財
  - 日本書紀並びに具書（典籍）
室町時代、応永35年（1428年、正長元年）の奉納で、『三島本日本書紀』と称される。『日本書紀』は全30巻から成るが、本書では巻1から巻3まで（神代上、神代下、神武天皇紀）と具書3巻（中臣祓解除・神口決、二十一社守護記）が保存される。流出部の一部は國學院大學図書館にある。良海・快尊・重尊・真尊（助筆）ら4人が応永35年（1428年）に大社に参籠して書写を行い、願主・施主の正本が奉納したと見られる。昭和24年4月13日に国の重要美術品に認定[113]、昭和55年11月28日に静岡県指定有形文化財に指定[114][115]。
- 無形民俗文化財
  - 三嶋大社のお田打 - 昭和47年3月24日指定[116][117]。

### 三島市指定文化財
- 有形文化財
  - 舞殿・神門（建造物） - 昭和41年2月7日指定[61]。
  - 三四呂人形（みよろにんぎょう） 2躯（工芸品） - 昭和58年10月7日指定[118]。
- 天然記念物
  - 三嶋大社社叢 - 平成3年3月4日指定[64]。

### その他
- 大太刀
江戸時代前期、寛文元年（1661年）の高力長吉の作刀、島原藩主・高力隆長（高長）の奉納[119]。
- 後水尾院和歌懐紙
江戸時代前期、寛永14年（1637年）に後水尾院の宸筆で記された和歌[120]。
- 三十六歌仙縫取絵額
安土桃山時代から江戸時代初期の作と見られ、養珠院（お万の方；徳川家康側室）の奉納と伝える[121]。

## 関係事項

### 三嶋苗裔神
| 位 | 国郡         | 式内社数 | 郷平均 |
| -- | ------------ | -------- | ------ |
| 1  | 出雲国出雲郡 | 58座     | 7.25座 |
| 1  | 伊勢国度会郡 | 58座     | 4.46座 |
| 3  | 大和国高市郡 | 54座     | 7.7座  |
| 4  | 伊勢国多気郡 | 52座     | 7.43座 |
| 5  | 出雲国意宇郡 | 48座     | 6.0座  |
| 6  | 伊豆国賀茂郡 | 46座     | 9.2座  |
| 6  | 近江国伊香郡 | 46座     | 5.75座 |
| 8  | 越前国敦賀郡 | 43座     | 7.0座  |

古代、伊豆国の祭祀には度重なる伊豆諸島の火山活動が深く関係した。その活動は7世紀半ばから8世紀初めにかけてと、9世紀にそれぞれピークを迎えたとされる。当時の火山活動は人々にとって重大な関心事で、その噴火は神の業と見なされていた。そのため、伊豆国では火山に関連した多数の神社が祀られるとともに、卜占の技術も発達した。
当時の祭祀の様子を示す史料として、平安時代の『延喜式』神名帳がある。同帳では伊豆国に全国9位相当の92座の式内社を載せるが、1郡あたりにした場合には式内社の多いことで知られる伊勢国・出雲国をも大きく上回る。伊豆国でも特に賀茂郡（伊豆半島南部と伊豆諸島）が重要視されたと見られ、賀茂郡には伊豆国の半数の46座が記載されるが、1郷あたりで見ると全国でも突出した密度になる（右表参照）。この46座のうち20数座は伊豆諸島の鎮座とされる。それらの神々の中でも筆頭に位置づけられたのが「伊豆三島神社」、現在の三嶋大社である。「三島」とは「御島」の謂とされるように、「三嶋神」とは伊豆諸島全体を象徴する神を意味するとされる。
三嶋神については『続日本後紀』において、本后として阿波神、阿波神の御子神として物忌奈乃命、その他に後后（伊古奈比咩命とされる）のあった旨の記載がある。神名帳記載の神々も、同記事のように三嶋神の苗裔に位置づけられたと考えられている。神名帳に見えない苗裔神の縁故関係を考証する史料としては、中世に記された「三宅記」が知られる。「三宅記」は伊豆地方の神々に関する縁起・本地物で、所載の神名には神名帳との一致も見られることから、苗裔神の類推に使用されている。神名帳や「三宅記」から三嶋苗裔神と考証される神々の一覧は次の通り（赤字は女神）。現在の比定社はそれぞれ「伊豆国の式内社一覧」「三宅記」を参照。
| 身分         | 神名帳・国史                           | 三宅記                                                 |
| ------------ | -------------------------------------- | ------------------------------------------------------ |
| 三嶋神       | 伊豆三島神社名神大                     | 三嶋大明神                                             |
| 随身         | －                                     | 若宮                                                   |
| 随身         | －                                     | 剣の御子                                               |
| 随身         | －                                     | 見目                                                   |
| 大島の妻子   | 波布比売命神社 阿治古命神社 波治命神社 | 羽分の大后 おほい所（太郎王子） すくない所（次郎王子） |
| 新島の妻子   | 久尓都比咩命神社 多祁美加々命神社      | 水戸の口の大后 大宮王子（大三王子） 弟三王子           |
| 神津島の妻子 | 阿波命神社名神大 物忌奈命神社名神大    | 長浜の御前 たたない たうない                           |
| 八丈島の妻子 | 優波夷命神社 許志伎命神社              | 八十八ヱの后 五郎王子                                  |
| 御蔵島の妻子 | 母神不詳 伊大弖和気命神社              | －                                                     |
| 利島の妻子   | 母神不詳 阿豆佐和気命神社              | －                                                     |

| 身分         | 神名帳・国史 | 三宅記                                                           |
| ------------ | --- | ---------------------------------------------------------------- |
| 三宅島の妻子 | 伊古奈比咩命神社名神大 阿米都和気命神社 穂都佐和気命神社?                                                          | 天地今宮の后 あんねい（飯王子） まんねい（酒王子）               |
| 三宅島の妻子 | 伊賀牟比売命神社                                                                                                   | ゐがいの后 4子（名称不明）                                       |
| 三宅島の妻子 | 伊波乃比咩命神社                                                                                                   | 二宮御前 うらみ子 二宮                                           |
| 三宅島の妻子 | 佐伎多麻比咩命神社 南子命神社 加弥命神社 夜須命神社 弖良命神社 志理太宜命神社 久良恵命神社 片菅命神社 波夜志命神社 | 八王子の母御前 なご かね やす てい しだい くらゐ かたすげ へんず |

| 年     | 記事内容 | 記事内容 | 原典                                                                         |
| 年     | 噴火関係 | 祭祀関係 | 原典                                                                         |
| ------ | --- | --- | ---------------------------------------------------------------------------- |
| 649年  | 伊豆の「興島」が噴火する、という                                                                                        | | 『伊豆国三嶋神主系図』                                                       |
| 680年  | 鼓のような音が東方から聞こえる、という                                                                                  | | 『日本書紀』天武天皇9年（680年）2月18日条                                    |
| 680年  | 伊豆国が駿河国から分立か                                                                                                | 伊豆国が駿河国から分立か | 『扶桑略記』天武天皇9年（680年）7月条                                        |
| 680年  | 戌刻から子刻にかけて東方が明るくなる、という                                                                            | | 『日本書紀』天武天皇9年（680年）11月3日条                                    |
| 684年  | 夕方、東方に鼓のような音が鳴る、 伊豆の島の西北二面が隆起して1つの島となる、 鼓のような音は神がこの島を造る音か、という | | 『日本書紀』天武天皇13年（684年）10月14日条                                  |
| 704年  | 伊豆大島が噴火する、という                                                                                              | 矢田部宿禰金築を三島神主とする、 神官を興島から大島に移す、という                                                                                | 『伊豆国三嶋神主系図』                                                       |
| 742年  | | 日下部直益人に伊豆国造伊豆直姓を与える | 『続日本紀』天平14年（742年）4月10日条 『伊豆国造伊豆宿禰系図』              |
| 758年  | | 三島神に封戸13戸 | 『新抄格勅符抄』10 大同元年（806年）牒                                       |
| 832年  | | 旱害があり、内裏の占いで伊豆国の神の祟が原因とされる                                                                                             | 『日本後紀』逸文天長9年（832年）5月19日条 （『日本紀略』・『釈日本紀』所引） |
| 832年  | | 三島神・伊古奈比咩命を名神となす | 『日本後紀』逸文天長9年（832年）5月22日条 （『釈日本紀』所引）               |
| 838年  | 上津島（神津島）噴火 | | 『続日本後紀』承和7年（840年）9月23日条                                      |
| 838年  | 伊豆・遠江・駿河等16国、降灰を報告                                                                                      | | 『続日本後紀』承和5年（838年）9月29日条                                      |
| 840年  | 伊豆国、上津島（神津島）噴火後の状況を報告                                                                              | | 『続日本後紀』承和7年（840年）9月23日条                                      |
| 840年  | | 阿波神・物忌奈乃命に従五位下 | 『続日本後紀』承和7年（840年）10月14日条                                     |
| 841年  | | 伊豆国の地震等の祟により、神功皇后陵等に宣命使を派遣                                                                                             | 『続日本後紀』承和8年（841）5月3日条                                         |
| 841年  | | 同上について、伊勢神宮にも宣命使を派遣 | 『続日本後紀』承和8年（841）6月22日条                                        |
| 841年  | 伊豆国の地震に対して使いを出して救援                                                                                    | | 『続日本後紀』承和8年（841）7月5日条                                         |
| 850年  | | 阿米都和気命・伊太豆和気命・阿豆佐和気命・佐岐多麻比咩命に従五位下                                                                               | 『日本文徳天皇実録』嘉祥3年（850年）6月4日条                                 |
| 850年  | | 三島神に従五位上 | 『日本文徳天皇実録』嘉祥3年（850年）10月7日条                                |
| 850年  | | 伊古奈比咩命神・阿波神・物忌奈乃神に従五位上 | 『日本文徳天皇実録』嘉祥3年（850年）10月8日条                                |
| 850年  | | 伊古奈比女・安房・物忌奈三神を官社となす | 『日本文徳天皇実録』嘉祥3年（850年）11月1日条                                |
| 852年  | | 三島大神に従四位下、 阿波咩命神・物忌寸奈命神・伊古奈比咩命神に正五位下、 阿米都和気命神・伊太豆和気命神・阿豆佐和気命神・波布比咩命神に従五位上 | 『日本文徳天皇実録』仁寿2年（852年）12月15日条                               |
| 854年  | | 三島大神に従四位下、 阿波咩命神・物忌奈命神・伊古奈比咩神に正五位下、 阿米都和気命神・伊太豆和気命神・阿豆佐和気命神・波布比咩命神に従五位上     | 『日本文徳天皇実録』斉衡元年（854年）6月26日条                               |
| 859年  | | 三島神に従四位上 | 『日本三代実録』貞観元年（859年）正月27日条                                  |
| 864年  | | 三島神に正四位下 | 『日本三代実録』貞観6年（864年）2月5日条                                     |
| 868年  | | 三島神に従三位 | 『類聚国史』16 貞観10年（868年）7月27日条                                    |
| 886年  | | 多祁美賀賀神に従五位下 | 『日本三代実録』仁和2年（886年）11月25日条                                   |
| 887年  | 伊豆国、新生島（新島）図を献上                                                                                          | | 『日本紀略』『扶桑略記』仁和3年（887年）11月2日条                            |
| 927年  | | 『延喜式』成立、神名帳では賀茂郡に46座を記載 | 『延喜式』神名帳 伊豆国条                                                    |
| 1112年 | 東方鳴動、富士山噴火の噂                                                                                                | | 『中右記』天永3年（1112年）10月22日・23日・24日・29日条                      |
| 1112年 | 伊豆国から沖合海中の鳴動を知らせる解文                                                                                  | | 『殿暦』天永3年（1112年）11月24日条                                          |
| 1112年 | | 伊豆国の海上神火につき、神祇官・陰陽寮が占う | 『中右記』天永3年（1112年）11月27日条                                        |

### 三島暦
三島暦（みしまこよみ）は、三嶋大社の暦師・河合家（大社の下社家とされる）から頒布された暦。起源不詳ながら古くから使用された暦で、伊豆地方を中心に東海・関東・甲信地方に広まった。初出は『空華日用工夫略集』応安7年（1374年）3月4日条、最古の暦は永享9年（1437年）の版暦。

## 現地情報
所在地
- 静岡県三島市大宮町二丁目1番5号

参拝時間
- 参拝は夜間も自由。ただし、境内駐車場の利用や社務所・売店等の営業時間は、通常朝8時30分頃から夕方17時頃まで。

付属施設
- 宝物館

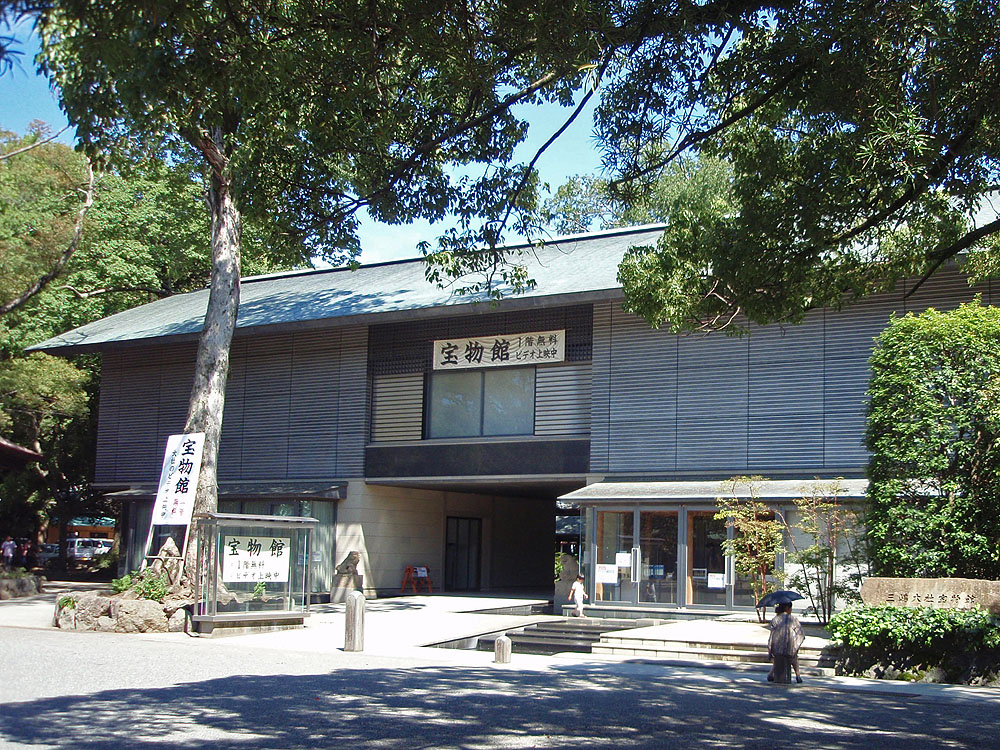
宝物館

  - 開館時間：午前9時 - 午後16時30分（入館受付は午後16時まで）
  - 拝観料：一般500円/大学生・高校生400円/小中学生300円

交通アクセス
- 鉄道
  - 伊豆箱根鉄道駿豆線 三島田町駅 （徒歩5分）
  - JR東海東海道本線・東海道新幹線または伊豆箱根鉄道駿豆線 三島駅 （徒歩10分）
- バス
  - 沼津登山東海バスで「大社前」バス停下車 （徒歩すぐ）
- 車
  - 静岡県道22号三島富士線沿いに三嶋大社駐車場（有料）
大晦日から正月三が日、および三島夏祭り期間中（毎年8月15日 - 8月17日）は、境内駐車場は閉鎖（観光バスのみ利用可）。
- レンタサイクル
  - かわせみ号 - 三島駅南口観光案内所・三嶋大社駐車場・広小路駐輪場の3ヶ所で乗り捨て可能。

周辺
- 伊豆国分寺 - 境内には国分寺創建当時の塔跡が残る。